# ファイナルファンタジーVIII
『ファイナルファンタジーVIII』（ファイナルファンタジーエイト、FINAL FANTASY VIII、略称: FFVIII、FF8）は、スクウェア（現スクウェア・エニックス）が発売したコンピュータRPG。日本国内では1999年2月11日にPlayStation（PS）専用ソフトとして発売された。ファイナルファンタジーシリーズのナンバリングタイトル第8作目にあたる。

## 概要
本作はシリーズ2作目となるPlayStation（PS）用ソフトとして発売された。『ファイナルファンタジーVII』（FFVII）がシリーズ初のPS作品として商業的成功をおさめたことを受け、本作品は予算が前作から倍以上になり、ハリウッドとの連携やスタッフ200人体制などが採られた。本作では、独特なキャラクターカスタマイズシステムやPS史に残る美麗なムービー、シリーズ初の生オーケストラ起用、そして同様にシリーズ初の主題歌「Eyes On Me」 をかかげ発売された。主題歌は洋楽チャート2週連続首位を獲得するなど、ゲーム以外の分野でも「ファイナルファンタジー」の名を知らしめ、その後のシリーズに強く影響を与えた作品でもある。第4回日本ゲーム大賞 優秀賞を受賞。
タイトルロゴには本作品の主人公であるスコールとリノアが描かれている（デザイン：天野喜孝）。
FFVIIでも一部場面で導入されていたが、プレイヤーキャラクターが本格的にムービーパートでも移動することが出来るようになり、ムービーパートとリアルタイムCGとの自然な繋がりを実現している。さらに、ムービー中の物体の裏側を歩くことが出来るようになり、場面の臨場感を飛躍的に高めている。
メインシナリオの他にサブシナリオ・イベントが多数設定されており、これらを巡るザッピング要素も盛り込まれている。様々な背景を知るメタファーも多く、これらを読みとくのも本作の醍醐味となっている。
前作までと比べるとキャラクターがリアルタッチになっている。理由は野村いわく「FFVIIIはあまりゲームをしない人にも興味を持って欲しいと思ったんで、リアルな画風にしました。リアルであるほうがゲームをあまりしない人も手にしやすいと思ったんです」とのこと。また「リアルを追求していくと結局は実写風になってしまうんですが、そこはゲームなんで部分的にはデフォルメしています」とのこと。

## システム
キャラクターのステータスを上げたり、コマンドをカスタム（下記G.F.を参照）する「ジャンクション」というシステムが導入されている。これは、従来の武器や防具を装備する行為に代わって「召喚獣」や「魔法」を装備する独特な概念である。また、敵キャラクターのレベルが味方キャラクターのレベルに合わせて上昇するため、低いレベルでのゲームクリアが容易になっている。他にもストーリー全編に渡ってプレイできる独自のトレーディングカードゲームがある。
本作より街などの施設内やダンジョンでの通常の移動が走るようになり、歩く場合は×ボタンを押しながらと、従来までとは逆の仕様に変更された。この仕様は同社の他のシリーズでも導入されるようになった（コンフィグ等による設定を必要とする作品もある）。
コンフィング画面にあるチュートリアルで、用語・地名・人物説明の「ストーリー背景」や「基本操作」、説明書には載っていない「ちょっとしたコツ」をいつでも見られる。また、SEED筆記試験のテストで、システムな戦闘面での応用的な内容も学ぶことができる。
G.F.を「ドロー」で入手できるボスでは、ドローする前とドローした後で攻撃方法が変わったり、状態変化する場合がある。以下がその例である。
- シュメルケ（ドロー前：オートリフレク、ドロー後：リフレク解除）
- ノーグ（ドロー前：ウォータを使用、ドロー後：ウォータ以外の魔法を使用）
- 風神1回目（ドロー前：トルネドを使用、ドロー後：特殊技を使用、トルネドは使用しない）

FFシリーズでは初めて、単発ダメージで1万以上のダメージを与えることができるようになっている。通常、1万以上の値が出る場合は9999でカウンターストップするが、以下の攻撃方法に限りこの上限を超えられる。
- 青魔法「ショックウェーブパルサー」
- G.F.「エデン」
- G.F.「サボテンダー」
- コチョコボの召喚魔法「チョコボックル」
- コマンド「自爆」

### G.F.（Guardian Force）
従来のシリーズの召喚獣に相当する。手に入れたG.F.は『FF6』と同様の形式でパーティキャラクターにジャンクション（接続という意味の英単語）させることができる。G.F.をジャンクションすると、「G.F.」コマンドで召喚魔法を発動することができるほか、パラメータを強化したりバトル中に使用できるコマンドを増やしたりすることができ、武器や防具の装備に代わる育成システムとしての側面も併せ持つ。G.F.は1キャラで複数装着することが可能。また、G.F.はキャラと同様にレベルを持ち、戦闘に応じて経験値とAPを入手して成長していく。
G.F.の入手方法は大きく2つに分かれる。1つはバトル中にモンスターから「ドロー」する方法、もう1つは敵として登場するG.F.と勝負して倒す方法である。「ドロー」で入手するG.F.の場合、そのモンスターはボスであるため、ドローせずに倒してしまうと2度と入手する機会はなくなるが、海外版のみ一部のG.F.のみラストダンジョンのボスでもドローできるようになっている。敵として登場するG.F.は基本的にいつでも戦うことが可能である。なお、これ以外にも特定のアイテムによって入手できるものなどもある。
ゲーム中には、16体のG.F.がプレイヤーキャラがジャンクションできるものとして登場し、名前の変更も可能である。その他、ジャンクションできないものや、設定上はG.F.と呼ばれるが、扱いとしては敵ボスキャラクターとして登場するものも存在する。

#### 育成要素としてのG.F.
G.F.にはそれぞれ固有のアビリティを持っており、G.F.をジャンクションしているキャラクターはそのG.F.の持つアビリティを得ることができる。
G.F.の持つアビリティには、「まほう」「ドロー」「G.F.」といった各種コマンド、能力値の強化やバトルに役立つ付加効果などはもちろん、戦闘でのG.F.を強化するものや、アイテムから魔法を精製したりショップを呼び出して取引ができたりするといった風変わりなものも存在している。中でも特筆すべきは所持している魔法をジャンクションするというアビリティで、これに関しては後述する。
アビリティは戦闘後に手に入るAPを消費することで選択して習得することが出来るほか、特殊なアイテムによってある程度カスタマイズできる。何らかのアビリティを習得した後、ジャンクションアビリティの項目を見ると、習得していないG.F.強化系のアビリティの項目に自動でセットされるという仕様がある為、アビリティ習得後には次に欲しいアビリティをセットする必要がある。
各能力値を個別に強化したり、バトルで使うコマンドを自由に変更できるカスタマイズ性の高さが本作の特徴である。一方で能力値の強化はジャンクションに頼る部分が大きいため、ジャンクションをせずにバトルをするとキャラクターが非常に弱く使い物にならない（アイテムすら使えない）事態となる。時には強制的にジャンクションが交換・外される不親切な場面もあり、ストーリーの後半では主人公がプレイヤーに「他のメンバーが戦闘するかもしれないのでジャンクションをセットしよう」「いまはセットしなくてもいい」等と注意が行われる。
シリーズ中でも育成や攻略要素が特に高いシステムだが、理解できないと圧倒的に不利になったり新ルールを強制しておきながら外見が旧態依然で不親切であったりする箇所は、ゲームデザインを担当した伊藤裕之本人やFF10バトルディレクターの土田俊郎からも後に苦言がでた。

#### 魔法のジャンクション
過去のファイナルファンタジーシリーズと違い、本作ではMPを消費して魔法を使うのではなく、魔法をストックし消費する個数制を採用している。各キャラクターが持てる魔法は32種類、1種類につき最大100個である。
魔法の入手法は、
- バトル中にモンスターから「ドロー」する。バトル中にドローした魔法は、ドローコマンドで「ストック」を選択することで手持ちの魔法としてストックするだけでなく、「はなつ」を選択すると得た魔法をストックせず、ドローしたターンですぐに使用できる。ドローの対象になるモンスターは、そのモンスターに有効な魔法を持っていることも多い。ボス級のモンスターは、魔法だけでなくG.Fをドローして得ることができる者も存在する。
- G.F.のアビリティによってアイテムや下位魔法から精製する。アイテムさえあれば、時間をかけずに大量に作ることができるほか、魔法の補充用に素材の形で大量にストックすることができるため、ステータス強化の修復も容易になる。下記にもある通り、本作はアイテムが入手しやすい仕様であるため、精製も容易である。
- フィールド・ワールドマップ上にある「ドローポイント」から入手(採取)。場所によっては強力な魔法が置いてあることも。一度入手すると続けて採取できなくなるが、時間を置けば復活し採取可能になる。

魔法は、魔法をジャンクションするアビリティ（ジャンクションアビリティ）を持ったG.F.をプレイヤーキャラにジャンクションさせることで、キャラが魔法をジャンクションできるようになる。ジャンクションアビリティはキャラのHP、力、体力、魔力、精神といった各能力値などに対応しており、魔法を各位置に原則一種類ずつジャンクションできる。習得している、または習得できるジャンクションアビリティは各G.F.ごとに異なり、G.F.「ケツァクウァトル」であれば魔力やHPなど、G.F「シヴァ」であれば精神や力などに対応したジャンクションアビリティを持つ。
一連の操作は「キャラの能力値に魔法を装備する」という感覚に近く、装備した魔法に応じてその能力値は強化される。能力の強化される幅は個数に比例して大きくなり、同じ魔法でもジャンクションする位置によって上昇する数値は異なり、強力・貴重な魔法ほどジャンクションでの能力値上昇が大きくなる傾向がある。また、ジャンクションアビリティにはキャラの持つ「属性」や「ステータス異常」などに対応したものもあり、「属性攻撃」に魔法「ファイア」を装備すれば「たたかう」が炎属性となったり、「ST防御」に魔法「スリプル」を装備すれば「睡眠」を防御するようになる。これらはジャンクションアビリティの強化によって一箇所に2個以上装備することもできる。
本作では、武器の概念こそ存在するものの防具にあたる装備品は存在せず、キャラクターの強化はこの魔法のジャンクションによって行うことになる。魔法のジャンクションによる能力の上昇幅は非常に大きく、「初期レベルクリア」といったプレイも可能となる一方、普通にレベルを上げてしまっても素の能力値の上昇幅は限定的で、しかも本作ではレベルアップと同時に敵も強くなってしまうため、このシステムによるパラメータの強化が実質的な戦闘力の強化となる。
本作における魔法は従来のFF作品に比べ威力は控えめで、魔法は「使うため」というよりも「ステータス強化」のためのジャンクション目的、または「より上位の魔法を精製する道具」という要素の方が強い。またストック数によっても能力値の上昇幅に違いが生まれるため、ジャンクションした魔法を消費してしまうと能力値が下がることになり、それゆえ時には魔法を使うのがためらわれる場合もある。加えてジャンクション次第では物理攻撃が魔法での攻撃よりも強力になる場合があり、さらにG.F.のコマンドによる効果や「かいふく」「そせい」「ちりょう」といった回復魔法の代用になるコマンドまで用意されているため、本作ではバトルで魔法を使う必要に迫られる場面が旧作に比べ少ない。ただし、モンスターからドロー・はなつでストックを消費せずに使用できたり、ステータス変動で有用になる魔法も存在するといった利点も複数あるため、使い方を工夫する必要もある。
キャラクターから魔法をドローする敵や魔法そのものを消してしまう敵も存在するが、これをされた時はジャンクションシステムによりキャラクターの能力が大幅低下するため、場合によっては通常攻撃より手痛い打撃を被ることもある。

#### 戦闘コマンドとしてのG.F.
ジャンクションした召喚獣は、戦闘中に「G.F.」というコマンドを使用することで召喚できる。これは従来の「召喚」と同様に専用の全体魔法攻撃を行うというものだが、本作ではG.F.のレベルによって攻撃力が変化する（レベルが上がるとより強力になる）ほか、MPを消費せず（諸々の条件はあるが）、何度でも使用できる代わりに、「G.F.」のコマンドを選択して実際に攻撃が発動するまでには大きなタイムラグがあり、召喚までの待ち時間はG.F.が召喚者の攻撃を代わりに受け止める。このため各G.F.にはHPが設定され、専用のHP回復アイテムも存在する。なお、召喚デモは野村がアイデアを出すことが多く、しかもノリで決まってしまうことが結構多いとの事。
各キャラクターには「相性」というパラメーターが設定されており、それによって召喚までの待ち時間が変化する。相性値が高いG.F.は素早く召喚できるが、逆に相性値の低いG.F.は召喚まで時間がかかる。「相性」はG.F.を召喚したり、特定のアイテム、魔法を使うことで増減する。
召喚魔法のエフェクトの間、コントローラーの□ボタンを連打することでダメージがアップする、「おうえん」というジャンクションアビリティがある。これは長いエフェクトの間にユーザーは待たされるだけになるという意見を汲んだものである。しかし、画面上に"×"マークが表示されているときに□ボタンを押してしまうと75%まで落ちるため、闇雲に連打し続けると逆に弱くなる。
また、ジャンクションできない「乱入型G.F.」と呼ばれるG.F.も存在しており、今作には『FFV』のギルガメッシュが乱入型G.F.として再登場を果たしている。

### 属性
属性は炎・冷気・雷・水・風・地・毒・聖の8つが存在する。また、炎と冷気、雷と水、風と地、毒と聖はそれぞれ対立関係となっており、ある属性の耐性が強いモンスターは対立関係にある属性の耐性が弱いことが多くなっている。なお、地属性の攻撃はレビテト状態にある場合や、初めから空を飛んでいるモンスターには無効。
一部の魔法や一部の敵の攻撃に属性が設定されているほか、属性攻撃に魔法をジャンクションすることで通常攻撃にも属性を付けることが可能である。また、G.F.のうち、ジャンクション可能な16体のG.F.の中の8体には属性が設定されており、乱入型G.F.にも属性のついた攻撃をするものもいる。

### 武器
本作では「武器屋」といった従来の装備品販売店は存在せず、代わりに武器は「ジャンク屋」というショップで、ギルと所定のアイテムを使い改造してもらうことで強化する。改造すると攻撃力・命中率が上昇するほか、主人公スコールの場合は使える特殊技の種類が増える。なお、いったん武器を改造した後でも、材料さえそろえれば以前の武器に改造しなおすことが可能である。
本作では従来の防具に当たるものは存在せず、防御力等の強化は全てジャンクションで行う。

### アイテム
本作は従来のFFシリーズと比較してモンスターはアイテムを数多く落としやすく、「カード変化」のシステムもあるため、アイテムが非常に入手しやすくなっている。従来通りショップで売買も可能。
アイテムは単純に使用するほかに、精製システムを通じて魔法や他のアイテムに変更したり、武器改造の素材に使ったりといった使い道がある。基本属性3種は序盤で獲得できるG.F.で魔法精製可能。
なお、本作では戦闘によって所持金を入手できないシステムになっており、アイテムの売買が後述の給料と併せて資金源となる。

### 精製
精製とは、G.F.のアビリティによりカードからアイテムを作成したり、アイテムからより強力なアイテムや魔法を作成したり、下級・中級の魔法から上位の魔法を作成するシステムである。カードからアイテムを作成する事は「カード変化」とよばれ正確には精製ではないが、実際には「カード」→「アイテム」→「魔法」という流れで精製をすることが可能であるため、「カード変化」も一種の精製行為である。
精製可能な対象は、各G.F.が持つ個々の精製アビリティに依存するため、対象の精製アビリティを持つG.F.の獲得と育成も必要となるが、精製を上手に使うことにより、非常に手間のかかる「ドロー」の回数を減らし、手軽に魔法を補充することができる。また精製を駆使することで、序盤に一部最強クラスの武器や魔法を手に入れられるなど、精製を最大まで活用できた場合は利点が多い。

### レベル連動制
本作ではプレイヤーのレベルがあがるに従いモンスターのレベルもあがる仕様になっている（一部のダンジョンとモンスターを除く）。これは初期の提案の名残である。モンスターのレベルが上がると各種パラメータが上昇するほか、より強力な攻撃をしてくるようになる。そのためレベルアップによるメリットは、出現箇所やモンスターによってレベルがある程度固定されている従来のRPGと比較して少ない。モンスターのレベルはプレイヤーと同じく1〜100の間で設定されるが、一部のボスモンスターはレベルが固定または一定の範囲でのみ変動するようになっている。
また、『FFVIII』はキャラクターのレベルが従来のFFと比較して非常に上がりやすい（たとえば序盤に登場する強敵「アルケオダイノス」を2匹倒せばほぼ確実にレベルが1あがる）。ただし、「カード」「食べる」でモンスターを倒すと経験値が入らないなど、G.FのAPを上げながらレベルは上げないように調節できるシステムも用意されている。
入手している魔法を装備する形でステータスが強化可能なジャンクションシステムを導入している本作では、必ずしもレベルアップでの成長に頼る必要はなく、むしろ敵の強化を嫌ってあえて低レベルを維持したまま進行するプレイスタイルもひとつの手段となっている。また、モンスターのレベルアップによりレアアイテム・上位魔法が入手しやすくなるため、「レベルアップによって強力魔法を入手・ジャンクションができる」という応用力の高い成長が可能という副次効果がある。「レベルアップ」「レベルダウン」を使えば戦闘中のモンスターのレベルを上げたり下げたりすることができるため、低レベルを維持したままでも高レベルのモンスターと戦い、上位魔法をドローすることも可能である。

### 経験値ボーナス
本作は、戦闘で得られる経験値を戦闘終了時点での戦闘可能なキャラ・G.F.へ均等に獲得するようになっている。この基本値に、敵にトドメを刺した数に応じて加算されるボーナス値の合計で算出される。
従来は逃げて戦闘を終了した場合は経験値などが全く手に入らなかったが、本作では逃げる前に敵にダメージを与えていれば、与ダメージ値に応じた経験値が逃走後に加算されるようになっており、レベルを上げやすくなっている（逆にいえば低レベル状態を維持するのが難しくなっている）。なお、敵にダメージを与えても、回復させてから逃げて戦闘を終了すれば加算されない。

### 所持金
本作はバトルに勝利してもお金の入手ができず、お金の入手のほとんどは「給料」「物品売却」の2種類に頼ることになる。アイテムの物品売買は、「アイテム」の項目で説明したとおり入手がしやすい仕様である。
給料はスコール達がSeeD試験に合格した後、一定歩数を満たすごとに所持金に加算される仕組みである。給料額はSeeDランクで変化し、最大額はA（エース）ランクの30,000ギル。
SeeDレベルは、チュートリアルの筆記試験をクリアすれば上昇するほか、ストーリー上のミッションの成功・失敗や戦闘回数および内容などにより、給料振込み時に上下することがある。なお振り込み時にランクの変動がなくても表示されない小数点以下の部分で変動しており、イベント以外の要因でランクがいきなり大幅降格することはない。なお、筆記試験合格後やAランク昇進後には小数点以下の評価レベルが切り捨てられるため、これらの直後は評価が少しでも落ちると直ちにSeeDランクが下がってしまう。

### 特殊技
バトル中にHPが残り少なくなると、「たたかう」コマンドの横に|>マーク（右向き三角マーク）が出て各キャラ固有の特殊技が発動できる場合がある。基本的に残りHPが少なかったり仲間が戦闘不能だったり何らかの不利なステータス異常を起こしていたりするなど、味方が不利なほど特殊技の効果は上がる。また魔法「オーラ」が掛かることにより、HPが減っていなくても特殊技が発動しやすい状態になる。逆に特殊技を封じられるステータス異常「カーズ」も存在する。
ジャンクションによって各キャラの個性は希薄化されるため、大胆に言えば特殊技はキャラが個性を発揮する唯一の要素である。その際は男性キャラクターの特殊技は連続攻撃系（物理系）であり、女性キャラクターの特殊技は特殊な効果（魔法系）を持つ傾向がある。ただしゲストキャラたちはその限りではない。なお、アイテムによる知識の習得や武器の改造により、新しい特殊技が使えるようになることがある。
スコール：連続剣
剣で敵を4 - 8回斬った後、一定確率で「フィニッシュブロー」を放つ。ピンチ度が高ければ連続剣の回数が増え、より強力なフィニッシュブローが発動しやすい。武器を改造することで新しいフィニッシュブローを習得する。特定のボス敵に対しては固定回数で敵を斬る専用モーションパターンがある。
ラフディバイド
初期状態で習得している。敵を足下から上へ向けて斬りつける。
フェイテッドサークル
武器をキアストレートに改造することで習得。衝撃波で敵全体に攻撃する。
ブラスティングゾーン
武器をフレイムタンに改造することで習得。宇宙にまで伸びた刃を敵に振り下ろす。
エンドオブハート
武器をライオンハートに改造することで習得。敵を上空へ打ち上げた後、空中で連続の斬撃を叩き込み、最後に一閃を決める。落下時にもダメージ判定がある。前作の「超究武神覇斬」以上の計17回ものダメージを与える連続攻撃となり、文字通り桁違いの威力を誇る。連続剣を含めると20万を超えるダメージを叩き出せる。

リノア：コンバイン
コンバインには「アンジェロ」と「ヴァリー」の2種類があり、それぞれ攻撃方法が異なる。
アンジェロ
リノアのペットであるアンジェロと力を合わせて攻撃や被ダメージでのカウンター、味方へのステータス補助をするもので、「ペット通信」を読み一定時間歩くことで、アンジェロに新しい技を覚えさせることができる。発動する技は、覚えているものをランダムで決定する。一番威力の強い技は敵全体に8回の連続攻撃を繰り出す「ウィッシュスター」。
ヴァリー
シナリオ終盤になって習得するもう1つの特殊技で、これは発動後に操作不能になるが、所持している魔法をランダムで発動し、魔法の威力も通常時の5倍となり個数を消費しなくなる。なお使用する魔法は、攻撃魔法と不利なステータス異常を起こす魔法（通常敵にかける魔法）であり、回復魔法や有利なステータス異常を起こす魔法は使用しない。使用できる魔法がないときは通常攻撃を繰り返す。

ゼル：デュエル
コマンドを入力して格闘攻撃する。入力はコントローラのボタンを押すもので操作も単純なものだが、技中に制限時間が設定されており、プレイヤーには素早いコマンド入力が求められる。一部の技は「格闘王」を読まないとコマンドが表示されないが、表示がなくともコマンドを押せば発動が可能である。ピンチになるほど制限時間が伸びる。一番威力の高い技は「ディファレントビート」もしくは「俺式ファイナルヘヴン」で、俺式ファイナルヘブンは『FFVII』の「ファイナルヘヴン」のセルフパロディとなっている。なお、ゼルの場合は無理に威力の高い技を出さずとも、基本技でキー入力のロスの少ない「ヘッドショック」「ラッシュパンチ」を繰り返すだけで、手間はかかるが大ダメージを与えられる。この連続技は『FFVII』に登場したリミット技である「超究武神覇斬」をもじって、「超究武神破拳」と呼ばれている。
セルフィ：スロット
ランダムに魔法が選ばれるので、選び直して好みの魔法になったらそれを放てる。名前は「スロット」だが『FFVII』のようなスロットマシーンは用意されておらず、ボタンを押すごとにメニュー画面に魔法の名前と回数が出るだけである。専用の魔法が4種類用意されている。ピンチ度が高ければより強力な魔法が出やすい。
フルケア
味方全員のHPを完全回復し、「ゾンビ」、「戦闘不能」以外の不利なステータス異常を治療する。
ウォール
味方全員を「シェル」「プロテス」状態にする。
レビテガ
敵を吹き飛ばし、戦闘から消滅させる。
ジエンド
全ての敵を花畑に送り込み、Finの字幕の後にその場で倒すことができる。ラスボスを含めボスキャラにも効くが、効かない敵も存在する。

キスティス：青魔法
敵の持つ固有技を選択して発動する。技は、敵が落とすアイテムを使用することにより覚えることができる。目からビームを放つ「メーザーアイ」や敵にさまざまなステータス異常を起こす「臭い息」等がある。各技にはピンチ度に応じた威力のレベルが設定されており、ピンチ度が高ければ技が強力になる。中でも「ショックウェーブ・パルサー」は威力が強く、他の攻撃は基本的にダメージが9999でカウンターストップするが、この技はダメージがカンストを起こさず一度に1万を超えるダメージを与えられる技の一つである。
アーヴァイン：ショット
制限時間内に敵に向かって銃を連射する。専用の弾を使用し、弾の種類によって効果や装填時間が異なる。ピンチ度が高ければ制限時間が伸びる。波動弾を用いる「ハイパーショット」が一応最強だが、装填時のロスが大きい上に波動弾の大量精製が難しいため、実用性は低い。敵によっては守備力無視でダメージを与えられる「アーマーショット」や、力のステータスを上げたうえでリロード時間の短い「クイックショット」などがよりダメージを与えられる。
サイファー：始末剣
種類は敵全体を攻撃する「雑魚散らし」のみ。サイファーは他のキャラクターよりも特殊技を発動できる上限のHPが高い。
ラグナ・キロス・ウォード：リミット
種類はラグナが「デスペラード」・キロスが「ブラッドペイン」・ウォードが「マッシヴアンカー」のみ。「リミット」は『FFVII』の「リミット技」が元ネタ。
イデア：魔導
種類は敵1匹を攻撃する「冷徹なる一撃」のみ。攻撃方法は本作のムービーに出てくる攻撃方法を踏襲している。

### Triple Triad
Triple Triad（トリプルトライアド）とはゲーム内に登場するカードゲームで、プレイヤーとコンピュータが1対1で交互に縦3×横3のマス目にカードを配置していくゲームである。
世界各地の街の人などに□ボタンで話しかける事でプレイできる（カードができない人物もいる）。カードは主にモンスターの絵が描かれ、カードゲームに勝った相手から奪う、または、バトルで「カード」コマンドを使ってモンスターを倒すことで入手できる（戦利品として入手できる場合もある）。反対にプレイヤーが負けると相手にカードを奪われ、相手がそのカードを使ってくるようになる。このシステムはスタッフが「何度も対戦して取り返す」というようにしたかったからとのこと。1枚しか所持できない、G.F.やプレーヤーキャラが描かれた「レアカード」も存在する。
カードには、4辺に1 - 10（Aと表示される）の10段階の数字が書かれていて、場にカードを置いた際、隣接する相手のカードと、接した辺同士で数字を比べあう。そして自分のカードの方が大きい数字だった場合に相手のカードを奪う事ができる。このルールは勿論、敵がカードを置いた場合にも適用される。この他、地域ごとに、以下の特殊ルールが様々な組み合わせで設定されており、それに応じた戦略が要求される。特殊ルールの組み合わせは、主人公達があちこちでカードゲームをやる事で少しずつ変わってゆくほか、カードクイーンに金を支払うことで新たなルールを追加してもらうことができる。
オープン
両プレイヤーとも手札を公開してプレイする。
プラス
場にカードを置いた際、既に場にあるカードと接する面の数字の和が等しい組み合わせが2つ以上できた場合、その組を構成する相手カードを奪う事ができる。このルールはエレメンタルによる数値変更の影響を受けない。
セイム
既に置かれたカードと同じ数値で接する組み合わせが2つ以上できた場合、その組を構成する相手カードを奪う事ができる。また、外周をAとして組み合わせのカウントに含めることができる上位ルール「ウォールセイム」もある。ウォールセイムはセイムが採用されていない場合はルールが広まっていても無視される。このルールも同じくエレメンタルによる数値変更の影響を受けない。
なお、プラスまたはセイム成立時に、奪ったカードが隣接するカードに勝っている場合には、隣接するカードも続けざまに奪う事ができる。
エレメンタル
属性が設定されたマスに、同じ属性のカードを置けば全方向の数字に+1の修正が与えられ、異なる属性や無属性のカードには-1の修正が与えられる。
ランダムハンド
手持ちのカードの中からランダムで5枚が手札として選ばれる。
サドンデス
引き分けの場合、ゲームが終わった時点でそれぞれの側にあったカードを新しく手札として再戦を行い、勝敗が決まるまでそれを続ける。ゲーム終了後のトレードでは、ゲーム開始時のカードの組み合わせに戻して行う。
また、ゲーム終了後に行われるカードのトレーディングにも方式がいくつかあり、地域ごとのトレーディングルールの伝搬なども細かく設定されている。
ワン
敗者が持つカードのうち1枚を入手する。
ディフ
勝者が持つカードの数から敗者が持つカードの数を引いた枚数を入手する。
ダイレクト
青いカードがプレイヤー、赤いカードが相手のものになる。ゲーム終了時の状況によっては、プレイヤーが勝利したとしても開始時点で所持していたカードを奪われることもある。
フル
敗者が持つ全てのカードを入手する。
ヌル
勝敗にかかわらずカードのトレードは行われない。特定の条件下でのみこのルールが採用される。
カードは、他の部分と独立したミニゲームという訳ではなく、G.F.アビリティ「カード変化」を使う事で普通のアイテムに変化させられる。特にG.F.やプレーヤーキャラが描かれたレアカードは、入手困難なレアアイテムに変化させられる点が大きな魅力である。なお、カードは当初は単にカードを集めるだけだったがそれだとあまりにもゲームから離れすぎるため「カード変化」が導入された。
また、バラムガーデンにはこのカードゲームの強豪プレイヤーによる組織「CC団」が存在しており、パーティーメンバーの内1人も加入している。

### おでかけチョコボRPG
本作のPlayStation版では、PocketStation用のミニゲーム「おでかけチョコボRPG」が存在する。おでかけチョコボRPGはゲーム内で特定のイベントをこなすことでプレイできるようになる。そこでは、ゲーム本編で入手困難、あるいは全く入手できない貴重なアイテムを入手できることがある。
レアアイテムの入手しやすさはPocketStation本体の固有IDでランク分けされており、高ランクほど貴重なアイテムを入手しやすい。本編ゲーム中における効果が高いアイテムほど入手率の差が大きく（本編中で入手不可能なアイテムのひとつ「リボン」を例にすると50倍の差）、IDは通信対戦によって書き換えることができるものの、不公平感は否めない。
後のWindows 95・98版でも同様に、Windows移植版「おでかけチョコボRPG」を公式サイトからダウンロードすることで遊ぶことが可能だった（『〜for PC』版については本項移植版の節を参照のこと）。こちらの「おでかけチョコボRPG」には前作『ファイナルファンタジーVII』の音楽が一部使われている。PocketStation版との互換性はないため、PS版へのデータ移行はできない。ゲームアーカイブス版ではPlayStation Vita用アプリ「PocketStation for PlayStation Vita」を用いることでプレイできる。

## ストーリー

### ディスク1
兵士養成学校バラムガーデンに所属する青年スコール・レオンハートは、好敵手であるクラスメイトのサイファー・アルマシーとの戦闘訓練を受けて立つが戦いはエスカレートし、互いの顔に消えない傷を付けてしまう。医務室に運ばれたスコールの元に一人の女性がやってくるが、「また会えたね」と告げただけで去っていった。
その日はガーデン所属特殊部隊SeeDの認定試験日であった。傷の療養の間もなく、スコールは教官のキスティス・トゥリープと共に炎の洞窟に向かい、試験資格を得る。実地試験は大国・ガルバディアに侵攻されたドール公国の支援であり、候補生のゼル・ディンと共にサイファー班の一員として初めての戦場に向かう。しかしサイファーの独断で持ち場を離れる羽目になり、山上の電波塔で巨大なアンテナの起動を目撃する。その後、別班の伝令であるセルフィ・ティルミットと合流し、敵の追撃を躱しつつ脱出。スコール/ゼル/セルフィは合格し、見事にSeeDの一員となるもサイファーは不合格の上に懲罰室行きとなった。
その夜、行われた就任パーティーでスコールは少女リノア・ハーティリーと出会い、彼女に強引に誘われてダンスを共にする。パーティーの後、キスティスに呼び出されたスコールは彼女がサイファーの件で教官資格を剥奪されたことを打ち明けられる。しかしスコールは悩めるキスティスを冷たく突き放す。それほどまでに彼は他者との関わりを拒絶していた。
翌日、スコール/ゼル/セルフィの3人はSeeDとして、バラムガーデン学園長のシド・クレイマーからの任務を受ける。そして3人は組織の人間と接触するティンバーへと列車で向かうことになる。ティンバーは元々は森林に囲まれた独立国だったが、ガルバディアに18年前に侵略され、現在はその植民地になっていると言う。しかし列車の中で突如として意識を失ってしまった3人は、「ガルバディアの兵士であるラグナ・レウァール/キロス・シーゲル/ウォード・ザバックの3人が戦地から逃走し、ガルバディアの首都・デリングシティに行く」……という内容の奇妙な夢を見る。
スコールたちの目が覚めると、そこはティンバーの手前。そこで出会った組織のリーダーが、あの就任パーティーにいたリノアだった。彼女はティンバー独立を目指す小規模なレジスタンスを率いており、あのパーティーの場にいた理由は、SeeDを雇うために直接シド学園長と交渉するためだったと言う。そして、そこで明かされた任務の内容は「ガルバディアのビンザー・デリング終身大統領の誘拐」であった。作戦そのものは成功するも、誘拐した大統領は偽物。しかしすぐに本物の大統領がティンバーの放送局で何らかの放送を行うことが判明する。ドールの電波塔はそのために起動されたのだった。
リノアを加えた一行は再び大統領を確保するべく放送局を目指すも、リノアの心無い一言が切っ掛けで、元々彼女らの計画の行き当たりばったりぶりに辟易していたスコールたちの間に溝が生じてしまう。しかしその直後、放送局に突如として懲罰室を脱走したサイファーが乱入し、大統領を抑えてしまう。彼を追ってきたキスティスと合流するが、ゼルの言葉でガーデンから来たことが大統領に伝わってしまい、リノアの計画もサイファーの行動も全て破綻してしまう。そしてサイファーはガルバディアを支援する魔女に連れられていった。
行くあてのないスコールたち5人はガーデン関係者心得に則り、近隣のガーデンであるガルバディアガーデンへ向かうことに。自責の念に苛まれるゼルと、未だ軋轢のあるリノアとスコールによる重い空気の中、今度はスコール/キスティス/セルフィの3人がラグナたちの夢を見ることになる。彼ら3人は今度は謎の大国エスタが発掘を行っていたセントラの遺跡で任務を遂行していたが、エスタ兵と珍妙な攻防を繰り広げた末に崖の淵に追い込まれる。結局3人は崖から落ち、生死不明となったまま夢は終わったが、この件がクッションになってリノアとスコールの仲は多少改善される。
ガルバディアガーデンではサイファーが処刑されたことを知らされ、再び重い空気が一行を包む。そのままマスターのドドンナからの任務が言い渡される。内容は「ガルバディアの魔女の暗殺」。魔女がガーデンへの報復に出る前に倒してしまうというものだった。方法として狙撃が指示されたが、スコールたち5人に狙撃に長けた人間はいない。そこで、ガルバディアガーデンで狙撃に優れたアーヴァイン・キニアスを仲間に加えることになるが、彼の軽薄な態度で一行はまた妙な空気に包まれる。
デリングシティでは、リノアの父であるフューリー・カーウェイの指示に従い行動することに。魔女イデアを載せたパレードカーを途中の凱旋門を封鎖することでその中に閉じ込め、そこを狙撃するという作戦で、スコールとアーヴァインは狙撃ポイントへ移動、キスティス/セルフィ/ゼルは凱旋門を封じることに。一般人故に作戦から外されたリノアは独自にイデアを倒す方法を提案するが、キスティスにその軽々しい考えを説教されて落ち込む。しかし思い詰めたリノアは単身イデアの元へ向かうも失敗して捕らわれ、彼女に謝ろうとしたキスティスはセルフィ/ゼルと共にカーフェイ邸に閉じ込められてしまう。演説の場にてイデアは公然と大統領を殺し、自らガルバディアの指導者となる。始まったパレードの中、スコールとアーヴァインは何とかリノアを救出。スコールはリノアに「俺のそばから離れるな」と言った。辛くも持ち場に戻ったキスティスチームにより、作戦は最終局面へ。しかしアーヴァンは直前になって弱音を吐く。スコールの叱咤を受けてなんとか発砲したが、狙撃は完璧だったものの魔力で弾かれ、作戦の第二プランとしてイデアを直接倒すべくスコールは単身乗り込む。そこに待ち構えていたのは、「魔女の騎士」になったと語るサイファーであった。サイファーを退け、駆けつけたアーヴァイン/リノアと共にイデアに挑むも、イデアの放った氷の矢がスコールを貫く。リノアが手を伸ばすもむなしく、スコールはパレードカーから転落していった。

### ディスク2
ラグナはウィンヒルという小さな村にいた。セントラ発掘現場での任務の後、傷ついた彼はこの村に担ぎ込まれ、親身になって世話をしてくれたレインとその養女のエルオーネと親しくなっていた。軍を退役し、村でモンスター退治に勤しんでいたラグナの元をキロスが訪ね、彼もしばらく村に滞在することになった。ウォードはどこかの収容所で清掃員として元気にやっているという。
そんな穏やかな夢とは裏腹に、現実では魔女の暗殺に失敗したスコールたちはガルバディアD地区収容所に入れられていた。スコールはサイファーに拷問を受け、ガーデンが報復としてミサイル攻撃を受けることを知らされる。一方、別の房に収監されていたゼル/セルフィ/キスティスだったが、ゼルが夢で見たウォードの就職先が実はこの収容所であり、その知識と機転によって脱獄に成功してスコールも救出する。リノアだけはカーウェイ大佐の指示を受けたアーヴァインによって連れ出されていたが、その彼を散々引っ掻き回して無理矢理引き返し、スコールたちと合流する。何とか収容所を出た一行だったが、直後にガルバディア軍はトラビアガーデンに向けてミサイルを発射。続くバラムガーデンへのミサイル攻撃を阻止するため二手に別れ、セルフィ率いるチームはミサイル基地へ発射阻止に向かい、スコール率いるチームはバラムガーデンに危機を知らせに走る。
セルフィのチームはミサイル基地に潜入し、ミサイルの着弾誤差を最大化しつつ基地の自爆装置を作動させたもののミサイル発射阻止には至らず、機動兵器に阻まれて基地の爆発に巻き込まれてしまう。一方、スコールのチームがバラムガーデンに到着すると現地ではマスター・ノーグによるガーデン乗っ取りが進行中であり、学園長派とマスター派に分かれて争いが繰り広げられていた。スコールたちはシドにミサイルの件を説明するがこの状況では避難もままならない。そこでシドの言う賭けに乗り、ガーデン地下の装置を起動するとバラムガーデンは移動シェルターとしての真の姿を見せ、ミサイル直撃を回避して海へと逃れた。
起動直後のバラムガーデンは制御不調のため漂流生活が始まるがその最中、医務室に現れたあの女性がエルオーネの成長した姿であること、そして彼女こそがスコールたちの意識を夢という形でラグナの時代に飛ばしていたことを知るがその理由を語らないままエルオーネは白いSeeDという集団の船へ去っていった。ほぼ同時にシドを魔女に差し出そうとしていたノーグと対面。魔女暗殺指令がガルバディアガーデン乗っ取りを危惧したドドンナの独断であったこと、そしてシドとイデアが夫婦であることを知る。結局、両者は相入れることなくスコールらによってノーグは倒される。様々な情報がスコールを混乱させ、彼の煩悶は一層強くなる。
そのようなごたごたの末、バラムガーデンはF.H.(フィッシャーマンズ・ホライズン)に流れ着く。バトル否定派のF.H.の住民とは温度差はありつつもガーデンの修理依頼を承諾してもらうが、直後にガルバディア軍がF.H.に侵攻する。スコールたちはこれを撃退するが、襲ってきた機動兵器の中にはセルフィのチームが避難していたのだった。仲間との再会を喜ぶも、直後にシドはバラムガーデンを対魔女用の移動基地とすることを決定し、スコールを一方的にリーダーに任命する。仲間たちは煩悶するスコールの元気付けとリーダー就任を祝うべく、中止になった学園祭に代わるライブイベントを開催する。
魔女討伐の旅に出たバラムガーデンはガルバディア軍に占拠されたバラムに戻り、サイファーの取り巻きである風神と雷神と戦うも、暴走するサイファーの味方であり続ける道を選んだ彼らとは相入れることはなかった。続いてセルフィの要望でトラビアガーデンに立ち寄る。ミサイルの直撃で壊滅的な被害と多くの犠牲者を出しながらも、学生たちは懸命に生きていた。セルフィの里帰りも兼ねて一時の休息を取る一行だったが、ここでアーヴァインはリノアを除いた仲間全員にサイファーとエルオーネを加えた面々が同じ孤児院で育った幼馴染であることを明かす。話を聞くうちにスコールらもG.F.の副作用で忘れていた記憶が蘇ってくる。そして皆の育ての親「ママ先生」がイデアである事実も。一行は真実を受け入れた上で改めてイデアとの戦いを決意し、結束を強める。
バラムガーデンは孤児院「イデアの家」の近くでガルバディア軍の移動要塞と化したガルバディアガーデンと遭遇。ガーデン同士の全面戦争が始まる。激しい戦いにバラムガーデン側は疲弊し、リノアもガーデンから転落しそうになるがスコールはガーデンをぶつけるという荒技で一気に勝負に出る。必死に耐えていたリノアも救出して仲間と共にガルバディアガーデンに乗り込んだスコールはサイファーを下し、豹変したイデアをも打ち倒して正気に戻す。しかしリノアはサイファーに何かを囁いて意識を失ってしまう。

### ディスク3
イデアは正気に戻ったがリノアは目覚めなかった。イデアは黒幕である未来の魔女アルティミシアに操られていたこと、そしてアルティミシアの目的は「時間圧縮」であると明かすが、リノアのことで手一杯のスコールの耳には届かない。そんな折、エルオーネの予期せぬ力の発動によってまたもラグナの夢を見たスコールは、彼女の力であの瞬間に飛べば何があったのかが分かると考えた。しかしエルオーネは白いSeeDの船を去り、エスタへと連れて行かれたという。何としてもリノアを回復させたいスコールは、リノアを背負いF.H.経由でただ一人エスタを目指す。しかし仲間たちはイデアをエスタへと護衛すべく既に先行しており、結局合流する。
イデアは自身の力が再び悪用されることを危惧し、エスタにいる魔女研究の第一人者・オダイン博士の協力を仰ごうとしていた。イデアを加えた一行は大塩湖を越えてエスタに辿り着くが、エスタ側には警戒されるどころか歓迎を受ける。エスタは17年前までは恐ろしき魔女アデルに支配されていたが、現大統領の尽力でアデルは宇宙に追放され、以来エスタは外界との接触を絶っていたという。そしてエルオーネは現在、大統領と共にアデルの封印を見張る宇宙ステーション・ルナサイドベースにいるという。スコールはリノアを連れて宇宙に上がるが、イデアの護衛役として残ったゼルはガルバディア軍の巨大建造物・ルナティックパンドラがエスタに向かって飛んでくる姿を目撃する。ゼルのチームはルナティックパンドラに乗り込むも、機動兵器に弾き出されてしまう。
一方、ルナサイドベースに辿り着いたスコールはエルオーネと再会するが、直後、意識が無いはずのリノアが何かに操られるように動き出し、アデルの封印を解いてしまう。ルナサイドベースは崩壊し、ルナティックパンドラが誘発させた「月の涙」と呼ばれるモンスターの奔流と共にアデルは地上へと向かい、リノアは宇宙に放り出される。やむなく脱出ポッドに乗り込んだスコールはエルオーネに自分をリノアの過去に飛ばすように懇願する。そしてイデアと戦ったあの時、リノアはアルティミシアに憑依されていたこと。サイファーはその命令に従ってガルバディア軍を率い、ルナティックパンドラを起動させたこと。そして今この瞬間、リノアはスコールを待っていることを知り、スコールは危険も顧みず宇宙へと飛び出す。宇宙を彷徨うリノアをなんとか捕まえるも、既に二人の宇宙服の酸素は尽きかけていた。その時、目の前にエスタの飛空挺・ラグナロクが現れる。乗り込んで一命を取り留めた二人だったが、無事を喜ぶ間もなく船内に巣食っていた宇宙モンスターと遭遇。これを全滅させてラグナロクで地上へ向かう。しかしここで、リノアには魔女の資質があり、イデアの力を継承して魔女になっていた事実を知る。地上へ帰還したスコールとリノアだったがエスタ兵がリノアを迎えに現れ、恐怖を振り撒く前に封印される道を選んだリノアはそれに従う。スコールも最初はリノアの封印を受け入れようとしたが、合流したキスティスやゼルに叱咤され自分の本心と向き合い、リノアを奪い返すことを決意。その直後、セルフィが適当に操作したことでラグナロクは大空へと飛び立ったのだった。
リノアの奪還には成功したものの、地上は月の涙で混乱に陥っていた。一行はひとまずイデアの家に向かう。家の裏手にある花畑でスコールとリノアは互いの気持ちを確かめ合い、スコールは密かに「魔女リノアの騎士」になるという決意を固めた。そこにエスタの大統領官邸から全ての元凶であるアルティミシアを倒すべくSeeDを雇いたいという申し出が舞い込む。一行は訝しむも、相手がキロスと名乗ったことから応じることに。そして大統領官邸にてスコールたちはとうとうラグナ/キロス/ウォードと対面する。エスタ大統領とはラグナだったのだ。ラグナ、およびオダインの提案した作戦はアルティミシアの時間圧縮を逆手に取り、時を超えてアルティミシアの時代に乗り込むというものだった。そのためにはまず、ルナティックパンドラに連れ去られたエルオーネを救出し、復活したアデルも倒す必要がある。ラグナによって「愛と友情、勇気の大作戦」と名付けられた最終作戦を敢行すべく、一行はラグナロクでルナティックパンドラへと突入する。
奥で待ち受けていたサイファーはエルオーネを人質に取るも、風神/雷神の離反によってエルオーネは解放され、たった一人となったサイファーは戦いを挑んでくる。しかし悉く敗れても立ち止まれないサイファーはリノアを攫い、アデルに捧げてしまう。

### ディスク4
スコールたちはリノアを人質に取られた状態で苦戦するものの、アデルを倒しリノアを奪い返す。この世界でただ一人の魔女となったリノアにアルティミシアは再び介入を始め、その瞬間を逃さずエルオーネは二人の魔女を過去に飛ばす。いよいよ時間圧縮が始まり、スコールたちは圧縮された時間を未来へと進んでいく。ようやく辿り着いた未来にはアルティミシアのおぞましい居城があった。城内の罠と強敵を退け、城主の間に乗り込んだ一行は遂にアルティミシアと対峙する。自身の悲願を阻む一行に対し、憎悪と共に襲い掛かって来るアルティミシアはその計り知れない魔力の猛威を振るうが、長い戦いの末にとうとう打ち倒される。

### エンディング
アルティミシアの敗北によって時間圧縮が解除されていく中、仲間たちは互いを思い描くことで元の時代へと帰ろうとする。しかしスコールだけは仲間とはぐれ、13年前のイデアの家へと流れ着いてしまった。そこで若いころのイデアと会ったスコールの前に、瀕死のアルティミシアが現れる。彼女にはもう戦う力は残っておらず、誰かに魔女の力を継承しなければ死ぬ事すらできない状態だった。若いイデアがその役目を引き受け、アルティミシアは消滅。戦いは終わりを告げたものの、スコールは元の時代に帰れず闇の中にいた。仲間と共に元の時代に戻ったリノアだが、スコールの姿が見えず探し回る。そのスコールは虚空の中を一人彷徨い歩いていた。やがて疲れて座り込み、様々な記憶や情念がスコールの中を駆け巡り、涙を流して意識を失う。そこにリノアが現れ、倒れたスコールを抱きしめると、頭上に青空が広がっていった。
夢もプライドも帰る場所も失ったサイファーだったが、それでも風神/雷神という仲間だけは残っていた。ラグナはレインの墓前にて彼女との思い出に耽り、そこにキロス/ウォード/エルオーネがやってくる。そんな彼らの頭上をバラムガーデンが飛び去っていった。バラムガーデンでは祝勝パーティが開かれており、皆が心から喜び合っていた。やがてセルフィが、テラスにいるリノアに気付く。その横にはスコールが笑顔で立っており、二人は口付けを交わすのだった。

## 登場キャラクター
傭兵の養成学校という舞台設定から、主要人物の多くは10代の少年少女が中心である。
担当声優は「キングダム ハーツ シリーズ」や『ディシディア ファイナルファンタジー』シリーズなどの関連作品での配役。ゲーム本編には音声はない。俳優はPS版発売当初のモーションアクターの担当俳優。

### メインパーティキャラクター
今作にて名前変更可能なキャラクターはスコールとリノアだけであるが、これはプレイヤーに対しての配慮とのこと。本作はヒロインであるリノアよりも先にキスティスやセルフィが登場するため、彼女らにヒロインと想定した名前（例えば自分の恋人名など）を付けないようにという意図である。
スコール・レオンハート（Squall Leonhart）
声 - 石川英郎 / 演 - 天尾俊治、中村正人（アクション）
年齢17歳 身長177cm 誕生日8月23日 血液型AB型 一人称:俺・オレ 二人称:お前・あんた
本作の主人公。バラムガーデン所属のSeeD候補生。ガーデン生徒No.41269。武器としてガンブレードという、ガントリガーが付いた剣を使用する。無口・無愛想・無表情な上、常に他人と距離を置いた姿勢をとるクールな青年。ただ、ガーデン内の成績はトップクラスで、彼に一目置く者も少なくない。サイファーに一方的にライバル視されており、額の傷はサイファーとの訓練（実質は真剣勝負）でつけられたもの。
かつて孤児院にいた時に、実の姉のように慕っていたエルオーネが突然自分の前からいなくなってしまった寂しさに起因するトラウマから、他人に対して心を開く事を極端に恐れるようになってしまい、「他人に頼らなくても一人で生きていける」ことを目指すようになった。その性格からか引き取り手が見つからず、5歳の時にサイファーと共にバラムガーデンに入学。過去の記憶はG.F.によって失っていたものの、そのような過去からか他人を思いやるほどの心的余裕がなかった（プレイヤーの任意行動だが、些細な頼まれごとを引き受ける面はある）。リノアとの出会いや魔女イデアとの戦い、自身が出会う人々の姿に触れていくのを機に、徐々に仲間を信じる気持ちや無謀な行動も辞さない熱さを見せるようになり、やがて魔女の力を継承したリノアを守る「魔女の騎士」となることを決意する。キロスよれば母親によく似ているとのことで、ウォードによると父親には似ていないらしい。
いつも身に着けているライオン をあしらったシルバーの首飾りと指輪は彼の孤高の意志と強さの象徴であり、ガンブレードにも同模様の刻印が施してある。ライオンにはグリーヴァという名前が付けられている。今や扱いづらいことで前線ではほぼ使われなくなったガンブレードを扱うのも彼の強さへの拘りである。
キングダムハーツシリーズにも登場。年齢、容姿、更に名前（本名は同じだが「レオン」と名乗っている）も変更され、主人公の兄貴分のキャラクターとして描写されている。『KHII』では『FFVII』の主人公クラウドと共演を果たした（1作目ではコロシアムでの対戦時のみ）。
『ディシディア ファイナルファンタジー』にもコスモス側の軍勢として登場した。
『チョコボレーシング 〜幻界へのロード〜』にも操作キャラクターとして登場。
リノア・ハーティリー（Rinoa Heartilly）
声 - 花澤香菜 / 演 - 青木まゆこ、浅井星光（アクション）
年齢17歳 身長163cm 誕生日3月3日 血液型不明 一人称:わたし・私 二人称:あなた・君
本作のヒロイン。ティンバーの反ガルバディアレジスタンス組織「森のフクロウ」の中心メンバー。チャクラム状の武器を腕のシューターで撃ち出す「ブラスターエッジ」と呼ばれる装備で戦う。
明るく勝ち気で人懐っこい性格。しかし思ったことを躊躇わず口にするため他人と衝突してしまったり、自らの理想を追うあまり少々無理をしてしまうこともしばしばである。メインキャラクターの中では唯一孤児院の出身ではなく、父親はガルバディア軍の事実上の最高実力者であるカーウェイ大佐だが、独裁的な国政関係者に関わり粛清に携わる父親への反発から数年前に家を飛び出し、今は母親の旧姓である「ハーティリー」を名乗っている。
サイファーとは知り合いであり、本編開始1年前までは交際関係にあったようだが、「私は恋してたけど、あいつはどうだったんだろ」と語るなど、実際は曖昧な関係だった様子。本編1年前の夏に破局してからは既に吹っ切れている。
その伝でシド学園長にSeeD派遣を依頼するべくバラムガーデンを訪れ、スコールと出会う。後にティンバーにやってきたスコール達とクライアントとして関わり、ガルバディア軍による森のフクロウのアジト掃討に伴ってレジスタンスのメンバーが散り散りになった後も、ほぼ成り行きに近い形でスコール達と行動を共にするようになった。スコール達に同行してから、傭兵のSEEDと一般人な自分の立場も加味しながら自身が置いていかれて彼らが戦いで倒れてしまうかもしれない事に不安を覚え、また彼らの互いに離れないために守り合う決意の強さを聞き、必死に追いつき共に闘う決意を持つようになる。また、自身に訪れる窮地からスコールに何度も助けてもらったことにより、想いを寄せていくようになり、その時に彼が何気なく発したある言葉が切っ掛けで恋愛感情を自覚するようになる。
ガルバディアガーデンでのイデアとの決戦の後は、なぜか意識不明となって目覚めなくなるが、実は魔女の素質があった上に、イデアの力を無意識のうちに継承して「魔女」になってしまい、アデルに近づくチャンスを狙っていたアルティミシアに操られてしまっていた。さらに後にアデルの力も継承してしまう。自身が内包している魔女の恐ろしさを十分理解し、怖さと別れに涙しながら魔女に利用されまいと自ら封印の道を選ぶが、リノアを取り戻したいというスコールと仲間たちの手で救出され、彼らになくてはならない存在であることを感じていく。魔女の力を継承してからはイデアに騎士を見つけるように助言されるが、既にスコールがいたリノアは「騎士見習い見つけました」と答えている。
彼女のキャラデザインは野村哲也であるが、『ファミ通』のインタビューによればシナリオ担当の野島との連絡ミスで、当初予定していたキャラとは違うものになっていたとのこと。この時野村は「リノア語録」とよばれるノートを作成し、野島に渡していたが捨てられた。彼女の独特なセリフの一部は、野島の知り合いの外国人の娘の話し方がモチーフである。
キスティス・トゥリープ（Quistis Trepe）
声 - 沢城みゆき / 演 - 本山夏子
年齢18歳 身長172cm 誕生日10月4日 血液型A型 一人称:私 二人称:あなた
バラムガーデン所属のSeeD兼教官。教員No.14。武器として鞭を使用する他、敵の技を覚えて使用する「青魔法」の使い手でもある。容姿端麗の才媛で、ガーデン内にファンクラブもできるほどの人気者。教官の姿の時のみ眼鏡を掛けている。
誰にでも分け隔てなく接するが、悪く言えば十分な厳しさがなく、それが後述の教員剥奪の遠因でもあった。
15歳でSeeDとなり、17歳で教員資格を得る程の秀才だが、それ故に挫折には不慣れで苦悩することも多い。物語序盤で、教え子にあたるサイファーのSeeD実地試験での命令違反により、指導力不足として教員資格を剥奪され、以後は通常のSeeDとして活動することとなる。それでも教師であった頃の名残からか、時折仲間たちに「先生」と呼ばれている。「スコール研究家」を自称し、スコールの言葉を先読みしてからかうことが多い。Disc1終盤でのリノアに対しての軽率な行動など、教員剥奪後は年齢相応の脆さ、不安定さも見せるようになる。
彼女もスコールたちと同じ孤児院の出身。当時はその委員長的性格から「えばりんぼのキスティ」と呼ばれていた。引き取り手が見つかったものの結局その家とは上手くいかず、10歳の時にバラムガーデンに入学している。入学した直後は同じ孤児院にいたスコールやサイファーの事に気付いていたが、G.F.によって徐々に幼少時の事を忘れてしまっていた。孤児院の記憶を思い出してからは、スコールやサイファーに対する感情は、恋人や教師としてのものではなく、弟を思う姉のような気持ちによるものだったことに気づき、後にスコールに対してそのような立場から叱咤激励を行う。
ゼル・ディン（Zell Dincht）
声 - 杉山紀彰 / 演 - 森田成一、千代森光治（アクション）、蘭田法拳（アクション・バク転）
年齢17歳 身長168cm 誕生日3月17日 血液型B型 一人称:オレ・俺 二人称:お前・あんた
出身地バラムでは「暴れん坊ゼル」と呼ばれていたほどの、やんちゃで熱血なSeeD候補生。小柄ながら鍛え上げられた高い格闘能力を持ち、戦闘ではグローブを着用してのパンチを得意とする。優秀な軍人だった祖父に憧れ、13歳でバラムガーデンに入学した。SeeD実地試験ではサイファーが班長となっているB班に入れられて、同班のスコールと共にサイファーの暴走に振り回されながらも、何とかスコールと共に合格してSeeDとなった。
ガーデンでは校則違反の常習者で風紀委員にマークされており、サイファーからは「チキン野郎」と馬鹿にされている。「レンタカー屋の看板で懸垂100回を成し遂げた」「Tボードの操作を誤って女子トイレに突っ込んだ」などの珍妙な伝説の数々を残している。その反面、サイファーの無茶な行動を嗜めるなど根は真面目。悪気が無いのに迂闊な発言をしてしまったりと熱い性格が空回りすることもあり、それに思い悩む繊細な一面も持つ。また、様々な情報に精通している「物知りゼル」でもあり、その情報通はスコールでさえ本当に関心する程。また手先が器用で、見本があれば複製品の指輪を作ることができる。学食のパンに強い憧れを抱いているが、パンの人気は凄まじくすぐに売り切れてしまうため、いまだに口にしたことはない。ガーデンでは図書委員を務める三つ編みの女子生徒に片想いされており、関連するサブイベントも用意されている（いずれにせよエンディングで彼女はゼルの隣にいる）。
彼もまたスコールたちと同じ孤児院の出身で、幼い頃にバラムに住むディン夫婦に引き取られた。G.F.によって自分がディン夫妻の本当の子どもではないことを忘れていた為、記憶を取り戻した後は少々ショックを受けるが、それでも変わらずに実の両親のように慕っており、G.F.の危険性を知ってもそれを両親を守る力として使い続けることを決意する。幼少期は泣き虫で、当時からサイファーに「弱虫泣き虫ゼル」と馬鹿にされていたようである。
セルフィ・ティルミット（Selphie Tilmitt）
声 - 青木まゆこ / 演 - 清水美由紀、浅井星光（アクション）
年齢17歳 身長157cm 誕生日7月16日 血液型B型 一人称:あたし 二人称:君・あなたなど
バラムガーデンと親交が深いトラビアガーデンから、SeeD実地試験を受けるためにバラムにやって来た転校生。武器として「ヌンチャク」を使用する。SeeDの実地試験では伝令として各地を駆け回り、本来の担当とは全然違う場所にいた場所にいたスコールたちを探し出して無事任務を果たす。そのかいあってスコールやゼルと共に合格してSeeDになった。
マイペースな元気娘で、ゼルすら凌ぐ行動力の持ち主。時折、素っ頓狂な冗談や天然ボケ発言を口にするが冗談に聞こえないため周囲は驚愕しがち。トラビアガーデンでは学園祭実行委員を務めていた関係で、転校して早々にバラムガーデンの学園祭実行委員になるも他に委員がいないことで勧誘に走り回っている。頭の中では常にトラビア弁（関西弁に似た方言）で物事を考えている。天真爛漫さとは裏腹に根はしっかり者で、能天気な発言をしつつも内心では真面目に物事を考えている。トラビアガーデンがガルバディア軍のミサイル攻撃で壊滅し、多数の友人が犠牲になったことを知った時も仲間の前では悲しむそぶりを見せなかったが、亡き友人たちの墓前では泣きながら自分たちの夢を叶えたことを報告していた。
やはり彼女もスコールたちと同じ孤児院の出身。当時の愛称は「セフィ」で、スコールによると当時からいつも元気に走り回っていたらしい。孤児院から出た後は、トラビアガーデンに入学している。トラビアガーデンではG.F.の使用は禁じられているが、セルフィが12歳の時に行われた実地訓練で倒したモンスターがG.F.だったため、しばらく無断でジャンクションした結果、孤児院にいた時の記憶を失っていた。
後述の通りアーヴァインには幼少期から好意を抱かれており、彼女自身は色恋沙汰にはあまり関心を見せないものの、アーヴァインが過去を打ち明けて（当時から好きだったという事実上の告白を受けて）以降はエンディングに至るまで彼と一緒にいるシーンが目立つようになる。また、夢で見たラグナを格好いいと思っており「ラグナ様」と呼んで憧れるばかりか、自身の運営する学園祭ページにてジャーナリスト時代の彼についてまとめた私的なファンサイトを併設している。
スコール同様キングダムハーツシリーズにも登場しているが、そちらでは年齢が10代前半に下がっており、武器も縄跳びに変わっている。
アーヴァイン・キニアス（Irvine Kinneas）
声 - 平川大輔 / 演 - 加瀬一郎
年齢17歳 身長185cm 誕生日11月24日 血液型A型 一人称:僕・ボク 二人称:あんた・君
ガルバディアガーデンの生徒なので、SeeDではない。自称「ガーデン一の狙撃手」で、戦闘ではショットガンを扱う。バラムガーデンとガルバディアガーデンの合同任務であった「魔女暗殺計画」の狙撃手としてスコールたちと関わり、以後成り行きで彼らと行動を共にするようになる。カウボーイ風のラフな服装や、女の子を見ると片っ端から口説くなど、軽薄な口調・態度が多いが、それは本来のナイーヴな性格を隠す為のもの。
スコールたちと同じ孤児院にいた孤児だったが、スコールによれば「（アーヴァインのことは）よく覚えていない」とのこと。当時の愛称は「アービン」で、セルフィにそう呼ばれるのが嬉しかった模様。孤児院から出た後はガルバディアガーデンに入学し、スコールたちと再会するまでG.F.を使った事が無かった為、彼等が失った幼少時の記憶を唯一人覚えていた。そのため「魔女暗殺計画」での暗殺対象である魔女イデアが、かつての「ママ先生」である事も知っていたため、作戦決行時には魔女イデアを殺すという事の重大さと、ママ先生を殺す事への躊躇いから極度の緊張に襲われていた。Disc2中盤でリノアが仲間が先行して倒れてしまう不安を打ち明ける中、アーヴァインも自らが抱えていた不安とともに覚えていた過去を皆に打ち開け、同じ不安を持つ一同の結束を強める。魔女イデア＝ママ先生と戦うことへの迷いを吹っ切った後は、気後れする面はあまり見られなくなり、パーティのムードメーカー的存在となる。また、セルフィとキスティスを昔の愛称で呼ぶようになった。
メインキャラクターの中で唯一衣装のチェンジが無い。
セルフィには幼少の頃から好意を抱いており、後々口調もそれとなくセルフィに似てくる。野島によると無意識のうちに口調を似せてしまっているとのこと。登場当初はリノアに言い寄ったりもしているが実際は今尚セルフィ一筋であり、細かな態度にそれが現れている。中盤からはセルフィが頼れるような男になるべく奮闘する姿も見受けられる。当時は地味な性格だったらしく、スコールは記憶を取り戻した後もアーヴァインのことは思い出せなかった。なお、劇中でも何度かスコールに存在やセリフを忘れられている。

### サブパーティキャラクター
物語中で一時的に操作することになるキャラクターたち。ラグナ、キロス、ウォード、そしてエルオーネ（後述）の（）内の年齢については、スコール達が見た過去の時点での年齢。
ラグナ・レウァール（Laguna Loire）
声 - 平田広明 / 演 - 菊間秋彦
年齢（27歳）推定44歳 身長181cm 誕生日1月3日 血液型B型 一人称:オレ・僕 二人称:君・おまえなど
本作のもう一人の主人公。時々スコールたちが見る不思議な夢の登場する謎の人物。ことわざや人の名前を間違える事が多く、緊張すると足がつる癖があるなどおっちょこちょいである。一度こうと決めると後先考えずに直進するので、友人のキロスとウォードはしばしば迷惑を蒙っているが、それを悉く生き延びてきた強運の持ち主でもある。また、その無邪気で飾らない言動とまっすぐな熱い心、そして分け隔てなく接する優しさは、多くの者を惹きつける不思議なカリスマ性となっている。
元はガルバディア軍の兵士だったが本当はジャーナリストを志望していた。軍人時代は行き先を間違えた挙句、任務を途中で放り出したり、公道のど真ん中に車を駐車してバーに出かけるなど、非常識な性格だった。セントラでの偵察任務で重傷を負い退役し、小村ウィンヒルに担ぎ込まれる。そこで親身になって世話してくれたレインと、その養女であるエルオーネと過ごすうちに、次第にいい加減さはなりを潜め、彼女たちを守りたいと思うようになる。
しかし、エスタの魔女後継者探しによってエルオーネがエスタ兵に攫われてしまい、キロス、ウォードと共にエルオーネ救出の為エスタを目指すことになる。旅費を稼ぐため、当初の志望だったジャーナリストとしてティンバー・マニアックスの記者を務めたり映画に出演しながら、長い時間をかけ遂にエスタ入りを果たし、「反アデル派」の協力も得てエルオーネを救出する。その後は狙われているエルオーネを守る為、またエルオーネの救出を手助けしてくれた「反アデル派」に恩を返す為、当時エスタを独裁政治で支配していた魔女アデルを、キロスやウォードや反アデル派と共に封印する事に成功するも、その功績と人柄が支持され、本人の意思と関係なくエスタの大統領になってしまう。
結局、アデル封印直後の混乱の真っ只中にあるエスタを放っておけなかったラグナは、エルオーネだけをウィンヒルのレインのもとに帰すが、レインはその直後に亡くなってしまい、エルオーネも孤児院に送られてしまった。ラグナがエルオーネの力の研究を諦めきれずにいたオダイン博士の不審な行動でその事実に気付いた時には、既にエルオーネは行方不明になっており、自分が死に際のレインのもとに戻らなかった事と、エルオーネを一度でも手放してしまった事を深く後悔することとなる。
ラグナたちの夢は20年程前の過去に起きた出来事で、エルオーネが自身の力で現代のスコールたちの意識を、過去のラグナ・キロス・ウォードにジャンクションさせた事で起きた現象である。ラグナたちはスコールたちが自分たちにジャンクションされている時は、スコールたちの精神にジャンクションされているG.F.の影響も引き継いでいる為、常人離れした戦闘を展開できるようになっていた（ラグナたちはこの現象を「妖精さんが来た」と言っている）。一方でスコールたちも過去のラグナたちが見聞きした事が彼らの光明になることもあり、スコールたちとラグナたちは互いに影響し合っている。終盤ではついにスコール達と出会い、打倒アルティミシアの作戦を伝え、世界の命運を託す。
実はスコールの父親。作中では明言されていないものの、レインとの間に生まれた子供がスコールであることを示唆する台詞が複数見られる。使用武器はマシンガン。特殊技「デスペラード」ではアクション映画さながらの大立ち回りを行う。
『ディシディア デュオデシム ファイナルファンタジー』にも登場。
キロス・シーゲル（Kiros Seagill）
年齢（23歳）推定40歳 身長191cm 誕生日7月6日 血液型O型 一人称:俺
時々スコールたちが見る不思議な夢の登場人物で、ガルバディア軍時代からのラグナの親友。無茶な行動や天然ボケ発言を繰り返すラグナに対するツッコミ役的存在。褐色の肌と、独特な服のセンスを持つ。
ラグナの魅力に惚れ込んでおり、「ラグナという娯楽なしの人生は退屈」とまで語る。セントラ偵察で怪我を期に軍を退役した後は、別の場所に搬送されたラグナを探してウィンヒルで再会し、彼にティンバー・マニアックスの記者職を斡旋した。後に誘拐されたエルオーネを救出しようとエスタを目指すラグナに同行し、エスタで反アデル派のクーデターに関わる事になる。
約17年経った現在ではエスタで大統領補佐官を務めており、エスタ軍とガルバディア軍との交戦の場に居合わせてしまった白いSeeDの船で偶然エルオーネと再会、彼女を保護してラグナのもとに連れて行った。
武器はカタールで、特殊技「ブラッドペイン」ではカタールで6度相手を切り刻む。
ウォード・ザバック（Ward Zabac）
年齢（25歳）推定42歳 身長217cm 誕生日2月25日 血液型A型
時々スコールたちが見る不思議な夢の登場人物で、ラグナ・キロスの親友。大柄な外見に似合わずよく喋り表情豊か。キロス同様ラグナの魅力に惚れ込んでいる。セントラ偵察任務での戦闘で喉元を斬られた事で声が出せなくなるが、その後もラグナとキロスとは顔を見ただけで不自由なく意思疎通が出来ている。
後に軍を退役し、ガルバディアのD地区収容所で働いていた（なお、この時D地区収容所に収容されていたゼルが、当時収容所で働いていた時のウォードにジャンクションした事で道や脱出路に詳しく、結果的にスコール達を救う事になる）。しかし退屈だった為かすぐに辞め、後にラグナたちと合流してエスタに関わる事になり現在はキロスとともに大統領補佐官を務めている。
使用武器はハープーン。特殊技「マッシヴアンカー」では武器をミサイルのように扱う。
サイファー・アルマシー（Seifer Almasy）
声 - 子安武人 / 演 - 真田知英、村田鉄信（アクション）
年齢18歳 身長188cm 誕生日12月22日 血液型O型 一人称:俺・オレ 二人称:お前・あんた
スコールより1歳年上のSeeD候補生で、学園一の問題児。序盤（SeeD試験時）に一度仲間としてパーティに参加する。
すでに正SeeDになっていてもおかしくない実力の持ち主だが、自己中心的で協調性が皆無な上、必要以上に好戦的な性格ゆえ万年候補生に甘んじている。それにもかかわらず、風神と雷神を連れて風紀委員長を務めている。「ホネのあるやつリスト」なるものを作成しており、その中にはスコールとキスティスの名が記されている。犬が嫌いなようでSeeD試験時にて寄って来た犬を追い払った他、風紀委員の権限を利用して「風紀委員からのお知らせ」に「ガーデンに犬を連れ込むな」と記した。リボルバータイプのガンブレードを用いるスコールとは対照的に、オートマティックタイプの「ハイペリオン」を得物とする。同じガンブレード使いであり、実力伯仲のスコールを猛烈にライバル視している。
劇中では語られないが、かつてラグナが演じた映画「魔女の騎士」に心酔しているという設定がある。
班長としてSeeD実地試験の命令違反を咎められ、懲罰室に入っていた時に知り合いのリノアの大統領拉致という無謀な作戦に新米SeeDばかり派遣されたという窮地を知り、バラムガーデンを脱走してティンバーに赴く。首尾よく大統領を捕らえたもののゼルのミスにより彼が窮地に追い込まれ、そこに現れたイデアに憑依するアルティミシアと出会った事で長年の夢だった「魔女の騎士」となり、その後ガルバディア軍を率いて何度もスコール達と戦うことになる。最後の戦いでは、召喚獣オーディンを「斬鉄剣返し」で真っ二つにした。なお、最後の戦いでは修行を積んだ影響かコートの裾がボロボロになっている。
アルティミシアには「居場所を失った」ことを見透かされていたようで、イデア（を操ったアルティシア）と初めて接触した際には言葉巧みに勧誘され、嫌いであったはずの「犬（魔女の騎士）」になることを選んだようである。ガルバディアガーデンでの戦闘時には、育ての親「ママ先生」を守る騎士を自称していたものの、彼の夢はあくまで「魔女の騎士」そのものであり、イデアが正気に戻った後はアルティミシアに鞍替えし、騎士という名の都合のいい傀儡として利用され続ける。その後はガルバディアの指導者となり、アルティミシアの指示に従ってルナティックパンドラを発掘し、エスタに侵攻。ルナティックパンドラに乗り込んできたスコール達と対峙する。しかし風神と雷神に「変なものに操られているだけ」と指摘され、彼らと袂を分つ。それでも「騎士を廃業した若き革命家」を名乗り、スコール達に襲いかかってくる。その最後の戦いにも敗北して倒れるも、「もう止まれない」という最後の意地だけで立ち上がり、リノアを拉致してアデルの生贄に捧げた。最終的にプライドも戻る場所も失う道に陥るが、彼のことを思って戻ってきた雷神風神によって共に放浪生活に興じ、自分の場所を取り戻す。
彼もまた、スコール達と同じ孤児院で育っていた。スコール同様、引き取り手が見つからず5歳の時にガーデンに入学。スコールとはこの頃から喧嘩が絶えなかった。物語の中では明確にされないものの、GFの影響で幼い頃の記憶を失っていたが、物語中盤で思い出している。なお、「魔女の騎士」に憧れるようになったのはラグナ主演の「魔女の騎士」を題材とした映画を幼少期に見たからであり、サイファーのガンブレードの構え方や勝利ポーズは、この映画の中でラグナが使ったそれである。
『KHII』にも登場するがセルフィ同様に年齢が下がっており、風神雷神に加えて『FFIX』のビビも従えるガキ大将になっている。
イデア（Edea）
演 - 青木まゆこ
年齢等は一切不明。
ガルバディアに突如現れた妖艶な魔女。当初は世界に対して優位に立とうとするデリング大統領と手を組み、ガルバディアの親善大使となったのだが、巨大な魔力で国民を魅了し、デリングを殺してガルバディアの最高指導者となる。魔女を倒す為に作られたSeeDに対しては並々ならぬ憎悪を抱いており、自国のガルバディアガーデンを除いた2校のガーデンを破壊するためにミサイル発射を命じる。それと同時にある特殊な力を持つエルオーネを探しており、世界各地に軍を送り暴虐の限りを尽くしている。
正体はバラムガーデンの学園長シドの妻「イデア・クレイマー（Edea Kramer）」で、かつてスコールたちがいた孤児院で彼等の面倒を見ていた。孤児たちからは「ママ先生」と呼ばれていた。また、自身の敵とも言えるSeeDとそれを育てるガーデンの提唱者でもあった。以前は優しく献身的な女性で、スコールたちの事も本当の子どものように可愛がっていたが、成長したスコールたちの前に現れた彼女にはその面影が全く感じられない。
その実は、孤児院の子供たちを守るため、未来の魔女アルティミシアにあえて憑依されたためであった。アルティミシアの干渉を強く受け始めた時、まだ辛うじて正気を保っていたイデアは、このままではいずれ精神を乗っ取られてしまうと悟る。その中でアルティミシアの狙いが孤児院の子供たちのひとりであるエルオーネだと気付き、エルオーネを守るために彼女に関する情報をアルティミシアに渡さないよう自ら精神を閉ざし、SeeDが自分を倒してくれる事を願いながら抜け殻となった肉体をアルティミシアに明け渡してしまった。後にスコールたちに倒されたことで正気に帰り、スコールたちに辛い選択を強いてしまった己を責める。そしてアルティミシアによる悲劇の連鎖を断ち切るために自らの身を封印する事を覚悟し、エスタのオダイン博士のもとに向かうために一時的に仲間としてパーティに加わる。しかしイデアの「魔女の力」はリノアに継承されていた為、彼女自身はもうアルティミシアに操られる心配はなくなっていた事が判明する。エンディングでは「ママ先生」と呼ばれていた頃の服装に戻っている。
アルティミシアに操られていたとはいえ、序盤の戦闘ではスコールを氷柱の一撃で打ち倒すほどの力を見せた。この技は正気に返った今でも健在であり特殊技として使用が可能。

### ガーディアンフォース（G.F.）・トンベリ・サボテンダー・ムンバ
ガーディアンフォース（G.F.）とは『ファイナルファンタジーシリーズ』の召喚獣の立場である生物達。本作の召喚獣は入手時に名称の変更が可能。入手した召喚獣は1人のキャラクターに対して複数装備が可能であり、戦闘によってレベルアップすると各種アビリティを覚えられる。ただし、各召喚獣が覚えるアビリティには個体差があり、必ずしも同じ技能だけを取得するようにはなっていない。
ケツァクウァトル
本作で最初に入手できるガーディアンフォースの一体。バラムガーデンの教室でスコールの机にあるパソコンを起動してG.F.について調べると手に入る。鳥のような姿をしている。
APを溜めると「カード変化」を使えるようになり、所持しているカードをアイテムに変化できるようになる。また、中位魔法精製アビリティも保有。
召喚すると落雷と共に出現する。サンダーボルトによる雷撃を一点に集中させて解き放ち、大地を揺るがす爆発で周囲を攻撃する。雷属性。
シヴァ
本作で最初に入手できるガーディアンフォースの一体。ケツァクウァトルと同じやり方で同時に入手できる。青系の色の女性の姿をしている。
APを集めればシヴァをジャンクションしたキャラクターが「しのせんこく」を使えるようにできる。
召喚すると冷気の波動を放ち周囲を凍らせて粉砕する。氷属性。
イフリート
物語を進める上で必ず入手できるガーディアンフォース。本作に於ける最初のボス敵。
炎の洞窟におり、スコール・キスティスと戦い、敗北し、スコール達の仲間となる。
アーヴァインの特殊技「ショット」を使う弾薬の「弾薬精製」を一定のレベルとAPをそれぞれ満たすと使用できる。
召喚すると炎をまとった岩の塊を地面に向けて打ち付ける。火属性。
セイレーン
竪琴を持ち、頭部に翼と、身体に羽が生えた女性の姿をしている。ドールのエルヴィオレからセイレーンをドローすると手に入る。
回復系アビリティを因んだ「生命魔法精製」「ST薬精製」「ちりょう」と様々な道具を作り出す「道具精製」を保有し、それぞれ一定のAPを溜め込むと使えるようになる。
召喚すると敵にダメージを与え、沈黙状態にする（沈黙にできない敵もいる）。
ディアボロス
本作の世界とは別の所にいる正体不明のガーディアンフォース。
アイテムの魔法のランプを使うとディアボロスが登場するのと同時に戦闘となり、倒すとG.F.として入手できる。
特殊なアビリティとしてエンカウントに関する干渉能力を持つ。
レベルに応じて割合ダメージが変化する攻撃を仕掛ける。
ブラザーズ
牛人の姿をした兄弟。本作ではガーディアンフォースとして登場する。名もなき王の墓守として戦闘を仕掛け、勝利することでG.Fとなる。
かばうなど耐久や防御を主軸としたアビリティを持つ。
召喚すると敵を投げ飛ばした後、じゃんけんにより負けた方(弟のセクレトが必ず負ける)を投げとばし激突させる。地属性。
セクレト
ミノタウロスの弟。体格は大きく態度も粗暴だが、投げ飛ばされた時に大泣きする。
ミノタウロス
セクレトの兄。セクレトよりも小柄だが、弟を軽く投げ飛ばす力を持つ。粗暴な弟とは違って冷静な性格。

カーバンクル
小型の獣のような姿をしている。序盤のボスキャラからドローが可能。
回復薬精製アビリティを持つ。
召喚すると額の宝石から光線を放ち、パーティ全員にリフレクをかける。
リヴァイアサン
長い体をした龍のようなガーディアンフォース。世界の海を支配する聖竜。
サポート魔法精製のアビリティを持つ。
召喚すると異次元から出現して巨大な崖を作り、上から滝を流して押しつぶす。水属性。
トンベリ
恒例の敵モンスター。本作ではガーディアンフォースであるタイプも存在する。
トンベリキング
通常のトンベリよりも大きく、王冠が付いているトンベリ達の王。
トンベリ（ガーディアンフォース）
トンベリキングを倒すと手に入るガーディアンフォースのトンベリ。トンベリキングが倒れた後の姿がこれであり、
「ごめんなさい」と謝った後、G.Fとして加入してくれる。
召喚するとゆっくり歩きながら包丁で相手を刺す。しかし、威力は低め。
ショップ関連のアビリティを保有する。
パンデモニウム
特定のキャラクターからドローが可能。
すばやさ関連強化やさきがけ、すいとるのアビリティを保有する。
召喚すると背負った袋から暴風を放って攻撃する。風属性。
ケルベロス
頭を三つ持ったガーディアンフォースにして、地獄の番犬。カタコトで喋る。
防御や素早さに関する能力強化アビリティを持つ。
召喚するとパーティにダブル・トリプルを全体付与する。
アレクサンダー
動く巨大機械城砦のようなガーディアンフォース。聖なる力によって命を与えられた鋼鉄の巨人。
上位の薬や魔法を精製する補助系アビリティを持つ。そせいのアビリティも保有。
召喚すると地の底から出現して肩から幾重ものレーザーを打ち出す。聖属性。
グラシャラボラス
列車をイメージさせる外見をしたガーディアンフォース。あるオカルトの案内にしたがって行動を取ることでG.Fに加わる。
武器改造のためのジャンクショップ呼び出しや、禁断薬精製のアビリティを覚える。
異次元から長いレールと遮断機を張り、突撃を仕掛ける。毒属性。轢かれた相手はさまざまな異常状態に見舞われる。
サボテンダー
本作ではガーディアンフォースであるタイプも存在する。
ジャボテンダー
通常のサボテンダーよりも大きく、髭がついているサボテンダー。
サボテンダー（ガーディアンフォース）
ジャボテンダーを倒すと手に入るガーディアンフォースのサボテンダー。
複数のステータスボーナスにより能力が向上しやすくなる。
サボテンダーのレベルに応じて威力の上がる針千本を飛ばす。

バハムート
竜の姿をした禁忌のガーディアンフォースにしてG.Fの王。とある孤島の施設に封じられており、訪問してきたものに質問を投げかけ、興味を惹く回答によって、さらに力を試そうと戦闘になり、勝つと入手が可能。
各攻撃力強化やオートプロテス、禁断魔法精製のアビリティを持つ。
召喚すると防御力無視の攻撃を行う。
同一かは不明だが似た姿の元G.Fとして、敵の配下に下ったティアマトという個体が存在する。
エデン
とある孤島の地下に存在するアルテマウェポンからエデンをドローするとエデンが手に入る。
アビリティは間接的に支援かつ強化する癖のあるものを持つ。
召喚時は、防御無効かつ9999ダメージのカウンターストップを超える、1万以上のダメージを与えることが可能。全G.Fの中でも最長の演出を誇る。

#### ムンバ・乱入型G.F.
ここではムンバ・乱入型G.F.について記述する。乱入型G.F.とはケツァクウァトルやシヴァなどのようにプレイヤーキャラクターにジャンクションする事ができないガーディアンフォース（G.F.）である。「乱入型G.F.」という言葉は『アルティマニア』で使われている。
ムンバ（Moomba）
赤い体の毛と愛らしい目を持つ獣。綺麗好きでホコリがたまっているとシッポで掃除する習性がある。頭が良いが臆病な性格のため、ストーリー中ではガルバディアのD地区収容所やエスタの研究施設で無理矢理働かされている。しかし義理堅く、一度受けた恩は一生忘れない。ムンバは血の味で相手を記憶するため、風貌が変わっても相手を認識する事ができる。D地区収容所のムンバは、17年前にエスタで働かされていた時にラグナに助けられた事で恩を感じており、ラグナの血を引くスコールを「ラグナ」と間違えながらも、彼らを助けてくれる。
また、ムンバはシュミ族が特定の時期に心の状態にとって変身する物の一つで、シュミ族の特徴である「創作熱」が「赤い髪」に反映されてムンバになるものが多いという。
バトル中に「ゆうじょうのあかし」を使用すると召喚できる。
フェニックス
鳥の姿をしたガーディアンフォース。バトル中に「フェニックスの羽」を使用すると召喚できる。味方が全滅時に一定確率で自動的に召喚され、敵にダメージを与えつつ味方を蘇生する。
オーディン
騎乗した剣士の姿をとったガーディアンフォース。セントラ遺跡でオーディンと戦い、勝つとそれ以降からある時期までバトル開始時にランダムで出現するようになる。オーディンがバトル開始時にランダムで出現するようにした状態でストーリーを進めるとオーディンはサイファーに「斬鉄剣返し」を食らい、以後は出現しなくなり、代わりにギルガメッシュが登場する。このサイファー戦後に倒した場合は最後までオーディンが登場する。
ギルガメッシュ
本作ではガーディアンフォースとして登場する。オーディンを倒したサイファーとのバトル終了直前に、突如空から現れてサイファーを一撃で吹き飛ばしている。それ以降はバトル時にランダムで出現するようになる。「まさむね」「エクスカリバー」「エクスカリパー」および「斬鉄剣」のいずれかの効果を持った全体剣撃をランダムで発動する。なお、初登場時の台詞でサイファーを「バッツ（ただし、実際には「バッ…?」と途切れている）」と見間違えている事から『FFV』に登場したギルガメッシュ本人の模様。
コチョコボ / デブチョコボ
バトル中にギサールの野菜を使うと召喚できるガーディアンフォース達。他の召喚獣と異なり、キャラクターにジャンクションできない。「ギサールの野菜」を使って召喚する。
コチョコボはプレイステーションポケットでの育成に応じて召喚技が4段階に強化。
デブチョコボは召喚時のダメージ限界突破を持つ。
コモーグリ
バトル中に「コモーグリ」コマンドを使用すると召喚できるガーディアンフォース。

### キーキャラクター
シド・クレイマー（Cid Kramer）
演 - 森田成一
年齢40代
ガーデンの設立者であり、バラムガーデン学園長を務める。つねに穏やかな笑顔を絶やさない穏和な性格だが、これは学園長としての責任から形成されたものであり、本来は声を荒らげて、不正を糾弾する激情家である。生徒たちからの信頼は篤い。スコールを気に掛けており、多くの助言を与えるが、これはスコールが過去に遡った時にイデアをアルティミシアから救ったためである。
ガルバディアに突如現れた魔女イデアは、実は彼の妻であり、イデアとは彼女が魔女だと知りつつも結婚し、孤児院を経営しながら幸せに過していた。イデアにとっての「魔女の騎士」でもある。ある日「SeeD」とSeeDを育てる兵士養成学校の「ガーデン」を作るというイデアの理念に共感し、出資者となったノーグの協力を得てガーデンの設立に取り組んでいった。その中でSeeDの「魔女を倒す」という目的だけが気がかりだったが、「私はそんな事にはならない」というイデアの言葉を信じて、12年前に第一号のガーデンである「バラムガーデン」を設立した。それ故にイデアが魔女としてガルバディアに現れて国の支配者となり、世界に恐怖を与える存在になってしまった時は、彼女がアルティミシアに操られていることを知らず、内心ではかなり苦悩していた。結局は悪しき魔女を倒すSeeDの存在と妻への思いに板ばさみになり、イデアとの戦いから逃げ出してしまっていた。
雷神（Raijin）
声 - 中井和哉
年齢18歳 一人称:俺・オレ 二人称:お前・あんた
サイファーを慕うバラムガーデンの風紀委員。語尾に「〜だもんよ」を付ける。豪快な風貌ながら人当たりの良い性格で、スコールたちに対してもわだかまりなく接している。失言や弱音を吐くなどすると相棒の風神から強烈なローキックを叩き込まれるなど、完全に尻に敷かれている。酷い食中毒を起こす魚を平然と食べるなど、鉄の如き胃袋を持つ。
サイファーが魔女の騎士としてガルバディア軍に属するようになった事を知った時は、風神と共にサイファーに付き添うことにし、ガーデンから離脱してガルバディア軍の指揮官となった。しかし指揮官となってからも平然と昼寝や釣りに興じたりとマイペースぶりは変わらず、やはり風神のツッコミを受け続けていた。やがて暴走していくサイファーを傍で見ながら、友人として彼を止めるべきか、最後まで彼に従い続けるべきか次第に迷いを見せるようになる。
武器は身の丈ほどもある棍棒。名前のとおり、雷属性の技・魔法を使う。戦闘中であっても女性に手を上げることをよしとせず、バラムでの初戦ではパーティが女性だけになると「おなごを殴るコブシは持たないもんよ」と言って補助に徹するが、ルナティックパンドラでの決戦では同じ状況でも「おなごと言えども、ヨウシャしないもんよ」という覚悟の下、容赦無く攻撃を仕掛けてくる。
『KHII』に登場した際には、名前が「ライ」になっている。
風神（Fujin）
声 - 夏樹リオ
年齢17歳 一人称:アタシ
サイファーを慕うバラムガーデンの風紀委員。眼帯を着けた銀髪美女。「怒」「否」など、発言の大部分が漢字のみ（中国語ではなく送りがなを省略した日本語）で構成されるが、これは本来の熱くなりがちな性格を抑えるためであり、終盤のイベントでは普通に喋るシーンがある。それでもサイファー絡みでは熱くなりやすく、雷神へのツッコミとして容赦のないローキックを放つ。普段は使わないが、本来の一人称は「あたし」。
冷淡な言動とは裏腹にサイファーへの献身的な想いは誰よりも強く、サイファーが魔女イデアに従うようになった後もずっと付き従っていきたいという想いがあり、雷神と共にガーデンを離脱してガルバディア軍の司令官になった。しかし何者かに操られているかのように世界に悪い影響を与えるサイファーを見て、雷神同様にその心に徐々に迷いが生じるようになる。
武器は円月輪。名前のとおり、風属性の技・魔法を使う。
『KHII』に登場した際には、名前が「フウ」になっている。
エルオーネ（Ellione）
年齢（4歳）推定21歳
物語のキーパーソンとなる人物。スコールたちが見る不思議な夢の登場人物のひとりで、当時は4歳の少女であったが、後に現代のスコールたちの前に成人した彼女が現れ、ラグナたちの夢の正体を明かした。
生まれながらに「自分の知る人間の意識を、自分が知っている人の過去にジャンクションさせる」という特殊な能力を持っており、スコールたちが時折見るラグナたちの夢は、ある過去を変えたいと願う彼女が自分の持つ能力で起こしている現象である。その特殊な能力を持つ為に数奇な半生を過しており、現在はイデア（アルティミシア）に狙われている。
2歳の頃に両親を戦災で亡くし、同じウィンヒルに住むレインに引き取られて育つ。4歳の時に怪我でウィンヒルに運ばれて来たラグナとは家族ぐるみの付き合いがあり、レインとラグナを本当の両親のように慕っていた。しかしある日、魔女アデルの後継者候補の少女を集めていたエスタ兵によって誘拐されて、エスタに連れて行かれてしまう。その中で彼女の持つ能力に目をつけたアデルとオダイン博士に実験体にされるも、エスタにやってきたラグナたちに救出された。
アデルが封印された後は、混乱真っ只中のエスタからウィンヒルのレインのもとに帰されるものの、レインはラグナの子どもを生んで間もなく亡くなってしまい、ラグナたちとも連絡がつかず、行き場を失ったエルオーネはレインの子どもと共にクレイマー夫妻の経営する孤児院に引き取られた。そこで数年間スコールたちより少し年上の姉として共に過ごしていたが、オダイン博士に狙われていた彼女は秘密裏にイデアによって白いSeeDの船に預けられ、スコールたちと別れた後の10年以上の時間を船の上で過ごす事となる。
物語の開始後は白いSeeDの護衛付きでバラムガーデンに身を潜め、スコール達と再会している。野島によると彼女自身はスコール達との関係を覚えていたが、当人にとって重要な話であったために言い出せなかったとのこと。後に安全ではなくなったバラムガーデンから白いSeeDの船に戻ったが、その後船がガルバディア軍とエスタ軍の抗争に巻き込まれたところ、白いSeeDの船を安全地帯まで送ると申し出てきたエスタ軍の船の中にキロスの姿を見つけ、エスタ軍の船に飛び移ってキロスと共にエスタに行き、17年ぶりにラグナと再会した。
成人してからは善良な人物の多い環境から聡明に育ったが、一方で幼少のトラウマをひきずったまま育ったこともあってか、どこか子供のような口調が目立つ。
アンジェロ（Angelo）
年齢 2歳。誕生日12月13日。
リノアの愛犬で、性別はメス。実在の犬種「オーストラリアン・シェパード」がモデルで、尻尾がないのが特徴。数々の能力で飼い主をサポート。生まれたばかりの子犬としてペットショップで売られていたところを、リノアがひと目で気に入り、自分のお小遣いをはたいて父親に内緒で購入してきた。犬なのにドッグフードが大の苦手で、ホワイトチョコレートをはじめとした人間の食べ物を好む。甘えん坊で寂しがりやな性格のため、いつもリノアの後をついてきている。特殊技「コンバイン」では犬とは思えない攻撃力や格闘テクニックを披露。
『バウンサー』では作中に登場するファッションブランド「ドッグストリート」のイメージマスコットとして登場している。

### バラム
ニーダ（Nida）
スコール達と一緒にSeeD試験に参加し、合格したバラムガーデンの学生。SeeDだけあり、実力はあるはずだが地味で存在感が薄いことを気にしており、いつかガーデンを動かす程の人物になりたいと思っていたところ、物語中盤からガーデン操舵手に任命され、物理的な意味でガーデンを動かす人物になる。
シュウ（Xu）
スコール達の先輩のSeeD。任務では毅然とした口調を用いるが、普段は年相応の女子らしい喋り方。スコール達が受けた実地試験ではブリーフィングを担当した。リーダーシップに優れ、緊急事態が起こったときは率先してSeeDをまとめる。キスティスとは同じ趣味を持つからか、かなり親しく、スコールのことも気にかけている。
カドワキ先生（Dr. Kadowaki）
バラムガーデンの保健室の先生。クーデター時には派閥に関係なく怪我人を看たり、ガルバディアガーデンとの戦いでは苦慮するスコールに発破をかけるなどきっぷのいい性格であり、シドを含む学園の多くの人間に慕われるガーデンのお袋的存在。それ故に、傷病が無くとも保健室を訪れる生徒も少なくない。
ノーグ（Norg）
バラムガーデンのマスター。シュミ族。かつてシドにガーデン設立の金銭援助を行った。金銭に欲深い性格であり、創作を嗜むシュミ族としては変わり者の性格なことから、それが外見にも表れている。SeeDの派遣事業を提案したのもノーグである。大半の制服教員を配下に置き、普段から自分に不都合が無いようにシドを見張らせていた。しかし自身は常に地下の防衛機械の中に閉じこもっており、生徒らにも存在すること以外は詳しく知られていない。その援助でガーデン設立や維持が成し遂げられているのは事実ではあるが、その傲慢で拝金主義的な性格はシドに「金の亡者のクソッタレの大バカ野郎」と罵られるほどであり、ガーデン接収を恐れるドドンナを唆して魔女の排除を仕向け、しかしスコール達が魔女暗殺に失敗した後はシドとSeeDの首を差し出して魔女の怒りを鎮めようとした。それにより学園内でSeeD狩りのクーデターを行わせたものの、元より人望どころかろくに知られてすらいない自分に従う生徒などほとんどおらず大半がシド側に就き、それもミサイル騒動で有耶無耶に。渦中にいたスコールらを呼び出して事実と自身の意図を告げるが、当然ながら反発されると「学園長と魔女はグルで、ガーデンを乗っ取る気だ」と主張しだし、戦いにもつれ込む。敗北後は繭のようなものに包まれ、その後は一切登場せず生死不明となる。

### ティンバー
ゾーン（Zone）
ティンバー独立を目指すレジスタンス「森のフクロウ」のリーダー。殺された父の遺志を継いで組織を運営している。乗り物の操縦技術には長けるが作戦行動の矢面には立とうとせず、都合が悪くなるとすぐに腹痛を訴える。「えっちぃ写真」を好み、未成年ながらエロ本を愛読している。ティンバー脱出の際には列車のチケットを人数分調達するが、キスティスが加わっていたことで一枚足りなくなり、自分のチケットを譲ってティンバーに残る。後に白いSeeDの船でワッツと共にスコール達と再会する。
ワッツ（Watts）
「森のフクロウ」のメンバーで、ゾーンとは古くから共に活動を続けている。情報収集能力に長け、変装を用いた潜入任務などもこなす。しかし気が小さい性格の所為でゾーン同様に作戦行動には出ようとせず、いつも情報収集の名目で嫌な役割を回避している。アジト列車に乗り遅れることもしばしばで、必死に追い掛ける姿はティンバーの隠れ名物になっている。

### ガルバディア
ビンザー・デリング（Binzer Delling）
ガルバディアの終身大統領。
優れた科学技術を持つエスタが世界に侵攻してきた「魔女戦争」を機に、若くして大統領となって領土拡大と軍備の増強を推進し、十数年でガルバディアを西の大国にまで押し上げた。世界平和を目指していると宣言しているが、実際は大統領とは名ばかりの独裁者であり、逆らう者には数々の粛清を行いその手を血で染めてきた。影武者として「ナムタル・ウトク」というアンデッドモンスターを従えており、それを囮にしてリノアたちを始末しようとする。
対立する国家への脅迫材料として、魔女イデアと手を組み彼女を外交官に任命したが、後に呆気なくイデアに殺されてしまった。ストーリー上の出番も少なく退場も早い。
フューリー・カーウェイ（Fury Caraway）
ガルバディア軍大佐。リノアの父親。少佐時代に歌手のジュリアと知り合い結婚。
実質的な同軍の最高権力者で、ガルバディアが魔女に支配されることを危惧し、イデアの暗殺を計画する。結局計画が失敗した後も無事だったが、サイファーに立場を追われ、完全に軍政から外されてしまった。
粛清を進めるデリング大統領に従う軍人という立場である関係上、娘のリノアには嫌われているが、常に気にかけている。終盤で彼のもとを訪ねると「娘のことを頼む」とスコールたちに述べる。なお、リノアのカードも彼が持っている。
ジュリア・ハーティリー（Julia Heartilly）
リノアの母で、かつてガルバディアで有名だった歌手。ラグナの憧れだった人で、元々はバーでピアノを弾いていたが、ラグナとの出会いで思い浮かんだ詩を書き、「Eyes On Me」で歌手として有名になる。ラグナに想いを寄せていたが、ラグナが戦場に行ったきり帰って来ることはなく、落ち込んでいたところを当時少佐だったカーウェイ大佐に慰めてもらった事がきっかけで彼と結婚。後に夫との間にリノアが生まれるが、彼女が5歳になる前に事故で他界している。
ドドンナ（Dodonna）
ガルバディアガーデンの学園長兼マスター。ガルバディア（というよりも、自身のガーデン）が魔女に乗っ取られることを危惧し、たまたまガルバディアガーデンを訪れていたスコールらSeeDを利用して魔女イデアの暗殺を企む。後にイデアによってガーデンから追放され、各地を放浪していたところをF.H.の人々に助けられ、改心する。カーウェイ大佐とはカード仲間でもある。
レイン（Raine）
エルオーネの幼少時代の保護者で、ガルバディア領ウィンヒルに住んでいた。花が好きな心優しくもしっかりとした女性で、村人たちから愛されていた。しかし体が丈夫ではなかったため、当初は村人たちから歓迎されていたラグナも、レインとの関係が進展するにつれて次第に村人たちから警戒されるようになっていた。
辺境での任務で重傷を負って担ぎ込まれたラグナを親身になって介抱し、少しずつラグナと想いを寄せ合うようになっていく。ラグナが一箇所に留まるタイプではないと察しており、それを気遣って素直に好意を言い出せずにいたが、その後ラグナからプロポーズを受け、彼から結婚指輪を受け取った。しかし幸せの絶頂期の時にエルオーネがエスタ兵に攫われてしまい、ラグナがエルオーネと共に帰って来ることを信じて、エスタに向う彼らの旅立ちを見送った。その時彼女はラグナの子どもを身篭っていたが、ラグナはそれを知らなかった。
ラグナがエルオーネを助けにエスタにいる間にラグナの子どもを出産するも、その直後に衰弱してしまい、帰ってきたエルオーネに看取られながら亡くなった。死に際の彼女の「ラグナに子どもを見せてあげたかった」という想いが、後にエルオーネの「過去を変えたいと願う思い」に繋がっていくことになる。
ラグナとの間に生まれた子どもが誰かは作中では明確にはされていないが、スコールである事が示唆されている。また、エンディングで彼女の墓石には本名の「レイン・レウァール（Raine Loire）」が記されている。またウィンヒルを訪れるとスコールの前にレインの幻影が現れるが、彼がその意味を知ることはない。
ビッグス&ウェッジ（Biggs and Wedge）
ガルバディア軍の幹部。ビッグスは少佐で物忘れが激しく怒りっぽい性格。ウェッジはその部下で、ビッグスにいつもひどい目に遭わされている苦労人。ドールの電波塔ではスコールらと遭遇し、戦闘になった挙句にエルヴィオレに吹き飛ばされてしまう。この件でビッグスは二等兵にまで降格され、SeeDに恨みを募らせる。その後はD地区収容所で囚人を苛めて鬱憤を晴らそうとしていた所をゼルやセルフィと再会。恨みを晴らそうとしたものの、彼らが既に武器を取り戻していたためにまたも敗北し、ビッグスは「これで三等兵か…」と嘆いていた。ルナティックパンドラで再登場し、サイファーに良いようにこき使われることへと不満を漏らしていたが、ウェッジの一言が切っ掛けで軍人を辞めるに思い至り、乗り込んできたスコール達にも気付かず去って行った。

### エスタ
アデル（Adel）
過去にエスタを独裁し、世界中を恐怖に陥れた魔女。普通の人間よりもはるかに長身かつ大柄の体格で筋骨隆々としており、肉体的にも非常に屈強な容姿をしている。自身の後継者候補として世界各地から少女たちを集めていたが、その中でも特殊な力を持つエルオーネに目を付けていた。17年前にラグナたちが起こしたクーデターで罠にかかるが、彼女はこれを見抜いており逆にラグナを追い詰める。しかしラグナの咄嗟の反撃によりアデル・セメタリーに封印され、その後宇宙に飛ばされた。アデルに外部からの思念が干渉しないよう、アデル・セメタリーには強力な電磁波が発生しており、それが17年前から世界規模で起こっている電波放送の不通の要因となっている。後にリノアに憑依したアルティミシアの手によって大地に下ろされ、サイファーからリノアをいけにえとして差し出されたことで吸収し本格的に復活した。直後にリノアとの半融合状態のままスコールたちと戦闘し、リノアの奪還と同時に倒された。
オダイン博士（Dr.Odine）
エスタの科学者。本職はモンスターの研究だが、擬似魔法やG.F.のジャンクションを発見・開発した、魔法研究の第一人者でもある。一方で子供のような振る舞いが多く、人格的に問題がある人物で、ラグナ曰く「天才だが人でなし」。ただしスコールたちには協力的であり、特に嫌味もなければ悪人でもない。バカ殿のようなファッションに「でおじゃる」という口癖が特徴。魔女アデルのもとで魔法の研究をしていたが、ラグナに半ば脅されるような形でアデルの封印に加担する事になる。
エルオーネの力に非常に興味を抱いており、彼女の脳波を分析して、エルオーネの力と同じことができる機械の基盤を作る。それは長い時を経て改良されていき、アルティミシアの時代では過去の人物に完全にジャンクションできるようになっている。オダインはこの機械を「ジャンクション・マシーン・エルオーネ」と名付けた為、更なる過去へと行こうと企んでいたアルティミシアがエルオーネの存在を知り、今作での事件が起きてしまった。ラグナはオダインからエルオーネを遠ざけるためにウィンヒルに返した。

### その他の登場人物
ドープ駅長（Mayor Dobe）
F.H.の長。元はエスタの技術者であり、百汽長として手腕を振るっていたが、やがてF.H.の趣旨に賛同した技術者を集めてF.H.の町を興した。「暴力は暴力を呼ぶ」という考えから徹底した非バトル主義を取り、話し合いによる解決にただならぬ拘りを持つ。ガルバディア軍が侵攻してきた際にはバトルの専門家であるスコール達を軽んじ、自ら話し合いに向かうも全く通じず、結局はそのスコール達に助けられた。
白いSeeD
魔女イデアがバラムガーデンのSeeDとは別に育てたSeeD。オダイン博士に狙われていたエルオーネを匿う為にイデアが用意した白い船が、いつしか孤児院として機能するようになった。白いSeeDはその船でイデアに育てられた孤児たちであり、彼らにとってもイデアは「ママ先生」である。
バラムガーデンのSeeDとは一切関係はないが、事情を知る学園長のシドとは交流があり、序盤ではバラムガーデンに匿われていたエルオーネの護衛として潜入していた。イデアがガルバディアの魔女として公に出るようになった後も、おかしくなる前のイデアの言葉を守ってエルオーネの護衛を務めており、イデアが正気に戻った事をスコールたちから聞いた時は安堵の言葉を呟いていた。
未来世界にも彼らは存在していたが、アルティミシアによって虐殺されている。
アルティミシア（Ultimecia）
声 - 田中敦子
本作のラストボス。一人称は「私（稀に「わたし」時点あり）」。遥かな未来世界を支配している魔女。魔女として人々から迫害されてきた恨みから時間圧縮を発動し、魔女が虐げられてきた世界を根底から全て作り変えようとしていた。時間圧縮をするためにオダイン博士が作った「ジャンクション・マシーン・エルオーネ」の改良版によって過去の魔女に干渉していたが、時間圧縮を行なうには更なる過去に行く必要があった。そのためオダイン博士が生きていた時代に存在した筈のエルオーネを探してその力を利用しようと企み、その時代の魔女であったイデアにジャンクションして操っていた。
ラストバトルでは戦闘パーティをランダムで決定したり、ジャンクションしている魔法や戦闘不能のキャラクターを時空の彼方へ消し去ったり、スコールの強さの象徴である獅子「グリーヴァ」を召喚、自らをジャンクションさせたりするなどの演出が盛り込まれている。
『ディシディア ファイナルファンタジー』にもカオス側の軍勢として登場している。グリーヴァもアルティミシアのEXバースト時にジャンクションされた状態で登場する。専用武器は『FFVIII』でリノアが使用していた武器と全く同じものが三種類登場する。

## 世界観

### 国家・地域
本作の世界は、大別して4つの国とそれ以外の地域に分けることができる。マップ上の陸地は佐賀県・長崎県・熊本県・鹿児島県の4県を組み替えたような形をしている。本作の世界は『FFVII』が薄暗い世界を舞台としていたので「明るい感じにしよう」というコンセプトの元で作られている。
バラム公国
美しい海と温暖な気候に囲まれた、小さな島国。SeeDと呼ばれる傭兵集団を抱えるガーデンがある。「バラムフィッシュ」が名物。国防をSeeDに頼っている部分が多く、ガルバティア・エスタの両強国と海を挟んで対峙しているにもかかわらず、独自の軍隊は持っていない。
ガルバディア共和国
強大な軍事力を持つ西の大国。共和制とは名ばかりの独裁国家であり、終身大統領の恐怖政治によりその国力は成り立っている。首都はデリングシティ。領内に存在するガルバティアガーデンは軍人の養成機関としての面が強くなっている。強大な軍事力を持つ一方、軍の末端の兵士の給料は上司の機嫌で左右されるらしく、気苦労が耐えない模様。また、本作における敵国ながら兵士や将校にはコミカルな性格の者が多い。砂漠地帯に生息する「ウエスタカクタス」が名物。
ティンバー
森と湖の国。かつては独立国であったが、豊富な天然資源を狙った隣国ガルバディアに侵攻され、主権を失った。ガルバディアの占領下にあるが、「森のフクロウ」などのレジスタンス組織の抵抗が根強い。名前の由来は森林を意味する「timber」から。
トラビア
北方の雪国。ガーデンはバラムガーデンと親交が深く、SeeD筆記試験に合格した者を派遣して実地試験を受けさせている。なお徴兵制を採用しているため、全国民はガーデンでの軍事訓練の義務を負う。北部には創作を好み人とは異なる姿をしたシュミ族の村がある。
エスタ
東の大国。都はSFで描かれる未来都市のような様相で宇宙進出すら果たしており、他国とは一線を画した優れた科学技術を誇る。魔女戦争の際、世界中を敵に回して戦った。17年前に突如外界との接触を断ち、それ以来「沈黙のエスタ」と呼ばれている。沈黙した理由については後述する。
ドール公国
ガルバディア大陸東端に位置する小国。かつての大国、神聖ドール帝国の名を残すが、その面影は感じられない。この世界では数少ない電波塔を保持している。
F.H.（フィッシャーマンズ・ホライズン）
エスタの技術者達が分離独立して興した街。かつてはティンバーとエスタをつなぐ橋の中間に位置する駅であったが、完成後程なくしてエスタが外界との接触を断ち、駅としての役目はなくなった。駅であった名残から、街の長は駅長と呼ばれている。
セントラ
過去に起きたモンスターの大量降下現象「月の涙」で滅んだ地域。荒涼とした荒れ地のどこかに古い遺跡がある。

### 魔女と疑似魔法
本作における魔法は、「魔女」と呼ばれる特別な力を持った女性だけが持つ能力である。他の人間や魔物もそれに似たものを使えるが、それは威力の小さい擬似的なものであり「疑似魔法」と呼んで区別される。バラムガーデンではG.F.との相乗効果による疑似魔法の強化法が研究され、ある程度の威力を持った疑似魔法の使用が可能となっているが、「真の魔法」は、物語中では敵の魔女と「ヴァリー」状態のリノアが使うものが確認されるに過ぎない。
疑似魔法の能力自体は、モンスターや各地に存在するドローポイントからその魔力を取り出す（ドロー）ことで獲得でき、訓練さえつめば誰でも使用自体は可能。獲得した魔法を魔法として使う他にも、G.F.を介して装備することにより自己の強化が可能。しかしG.F.を装備することが使用者の記憶の欠落を誘発している（G.F.が装備者の精神に自身が駐留するためのスペースを確保してしまうためで、要するに副作用である）という批判もあがっており、特にガルバディアガーデンはG.F.の利用に対し否定的な立場を取っている。このため、ガルバディアガーデン出身のアーヴァインだけは、スコール達が忘れてしまったある重大な事実を覚えている。
なお、セルフィの「スロット」やガルバティア兵の疑似魔法使用など、G.F.を使用せずに疑似魔法を使用する方法も存在する。ただし、G.F.を介さないで疑似魔法を使用する場合、放つ魔法の種類を制御できなかったり威力が弱まったりするため、G.F.を介した場合と比較して実用性は劣る。
魔女は、自らが持つ魔力を使い一般の者を恐怖に陥れたと伝えられている。が、魔女の全てがそうだったのではない。自らの力を忌み嫌い、終生隠遁生活を送っていた者もいると言われる。また魔女の中には信頼の置ける男性を「魔女の騎士」として側に置き、魔女であることの不安に共に立ち向かった者もいると伝えられている。イデアによると、アデルやアルティミシアのように悪に堕ちた魔女は信頼できる騎士がいない孤独な存在だったという。なお、魔女の力はその血筋には全く関係なく、その資質を魔女に認められて力を継承されることによって代替わりしており、また魔女はその力を持ったまま死ぬことはできない。また、一人の魔女が複数の魔女の力を継承することも可能。
なお、作中において「世界を創造したハインが自らの半身を人間に与えた時、その半身は力を持たない抜け殻であった」という伝承が登場するが、ここで言及されている「力を持った方の半身」が魔女の起源かどうかについては示されていない。

### ガーデン
魔女イデアの「悪しき魔女を倒すための戦士（SeeD）を育てる」と唱えた理念のもとに創設された、私立の兵士養成学校。12年前に、イデアの夫であるシド・クレイマーが学園長を務める「バラムガーデン」が開校され、それに続いて「ガルバディアガーデン」と「トラビアガーデン」が開校された。各校は、経営面管理者のマスターと教育面管理者の学園長が統括している。
ガーデンは各国の政府・軍とは無縁の施設団体であり、卒業生が属していたガーデンの立地されている国の軍隊に入るとは限らない。入隊先はガーデン幹部と各国軍の交渉によって決まるので、生徒たちの配属希望が取り入れられることは、ほとんどない。ガーデンは卒業生を各国に送り込む費用として、高額の委託金を受け取ることで運営されている。
高い戦闘能力を備えた人材の育成を行なっており、卒業生の多くは各国の軍など戦闘関連の業務で活躍している。3校の中で中心的な立場であるバラムガーデンを例にとると、入学資格は5〜15歳までの男女で、自分の能力を伸ばそうという意識を持っていることが必須条件。十分な能力を身につけた者は、学園長の承認を受けた上で15〜19歳の間に卒業できる。20歳までに卒業資格を得られない場合は放校処分になるが、SeeDは任期満了となる20歳まで在校が可能になっている。
バラムガーデン
バラム公国にある最初に創立されたガーデンで、3校あるガーデンの中でも中心的な存在。学園長はシド・クレイマーで、マスターはノーグ。制服ガーデン教師の大半はマスターであるノーグに忠誠を誓っている。
自由で開放的な雰囲気で、校内での服装は指定がない限りは生徒の自主性に任されている。校内は学園長室とマスタールームを含めた4つのフロアで構成され、寮や食堂のある1階が生徒達の主な生活の場。また24時間利用可能な訓練施設もある。2階にある教室の学習用パネルからは、学園のネットワークにアクセスすることができる。生徒が独自に作ったサークルの活動も活発。
元々ガーデンの建物は400年前のセントラ文明の遺産であるシェルターを利用して作ったもので、ミサイルの直撃から逃れるためにスコール達が最下層のスイッチを起動させた事で動き出し、海陸両方を渡る船となる。当初はシドですら操縦方法が分からず海を漂流していたが、後に漂流の果てに辿り着いたF.H.での修理を受け、自由に操縦できるようになる。なお、バラムガーデンに塗装を施したのもF.H.の技術者達。なお、『アルティマニア』によると初期の構想では3つのガーデンがゲッターロボのように物理的に合体する予定だったとのこと。
外見のモデルは日立の樹。
ガルバディアガーデン
ガルバディア共和国にある、3校の中でも最大規模のガーデン。ドドンナが学園長とマスターの両方を兼任している。本来ならガーデンは国に対しても中立的な立場だが、自国の圧力によって政府寄りの立場に寄らざるを得なくなっている。バラムガーデンと同じくシェルターを利用して作った建物。
規則に厳格な校風で、歩きながらの私語が禁じられているなど校内は常に静けさを保っている。服装は制服が基本で、運動時はジャージとヘッドギアを着用。学園長兼マスターのドドンナの方針からガルバディア政府との結びつきが非常に強く、卒業生の多くをガルバディア軍に送り出し、その見返りに多額の委託金を国から受け取っているため、機動兵器の導入など設備投資にも積極的。
ガルバディアを支配した魔女イデアは前々からガルバディアガーデンを拠点にするつもりでいたため、デリング大統領の死後、授業の最中に乗り込んできたガルバディア軍によってガーデンを占拠され、教師や大半の生徒達はガーデンを追われてしまう。その後はガルバディア軍の移動要塞と化し、エルオーネを探し出すというイデア（アルティミシア）の目的のために各地を襲うが、バラムガーデンとの決戦の末にイデアが正気に戻って以降の所在は不明。
トラビアガーデン
トラビアにあるガーデン。トラビアに住む国民はトラビアガーデンへの入学が義務付けられている。校風はバラムガーデン以上に開放的で、苦境時の時も教師ではなく生徒会が先陣を切るなど、生徒の自立心が強い。制服の色は他のガーデンと異なり、淡いグレーとなっている。
魔女イデアによるガーデンを狙ったミサイルの直撃を受けてガーデンは倒壊し、多くの生徒や教師が亡くなった。現在は生き残った生徒や教師達が、倒壊した建物の修復や、亡くなった者達の埋葬を行なっている。スコール達が訪れた時には既に崩壊してしまっているため内部は不明だが、セルフィによればバラムガーデンよりは狭いとの事。

### SeeD
バラムガーデンが保有する私設傭兵集団。バラムガーデンにて15歳になると、筆記・実地の二項目で構成されるSeeD試験への参加が認められる が、合格者は3割程度に留まる。20歳になると除隊となるため、在任期間は最長5年である。SeeDになると専用の制服と個室が与えられ、給料が払われるようになる。G.F.を使用し、隠密行動や護衛任務を得意とする。
また、バラムガーデンのSeeDとは別に、イデアが創設した「白い服のSeeD」も存在する。ただし、彼らは自分たちの船で世界を放浪する生活を送っており、世間にその存在を知る者はほとんどいない。
発案者はシド・クレイマーの妻イデアであり、元々は「魔女を倒すための」兵士として組織された。しかし、バラムガーデン設立資金を援助したノーグの思惑により、当初の目的は次第に覆い隠され、各国に優秀な戦力として派遣される傭兵としての認識が強まっていく。現在ではSeeDは軍事バランスをも左右する存在となり、バラムガーデンの重要な資金源ともなっている。また、上記のG.Fの副作用が囁かれ始めた後もノーグは派閥を利用しこれを抑えつけている。
SeeDとは種を意味する英単語であり、庭（ガーデン）で育つ種（シード）という意味を持つ。

### エスタの沈黙
『ファイナルファンタジーVIII』に登場する都市や国家の内、エスタを除く各地の間は多かれ少なかれ交流が存在するが、エスタだけは他の国と接触を持たないことで沈黙を保っている。これは17年前にエスタで大規模なクーデターが発生して以降、エスタが諸国との接触を断っているためである。このエスタの断交は「エスタの沈黙」と呼ばれている。そのため、エスタが平和主義国家になったことは他国には知られておらず、未だに警戒心を持たれている。
17年前、エスタは強大な力を持った魔女「アデル」に支配されていた。アデルは、自らの力を継承する器となる女性を捜すため、世界各地に兵を送り暴虐の限りを尽くしていたが、とある事件を機に宇宙に追放、封印された。その後、クーデターのリーダーを大統領に戴いたエスタは外部からのアデルへの意識の接触を防ぐために、強力な電波を発生する装置を使用しているため、これ以降長距離通信（電波放送など）は行えなくなり、テレビの放映等は地下に張り巡らされたHD（ハイパー・データ）ケーブル通信を用いている。

## 評価
ファイナルファンタジーVIIIは世界的に評価されていて、北米では発売から2日目より、アメリカでは3週間以上トップセラーであった。日本、イギリスでもベストセラーとなり、13週で5千万ドルの収益を上げたのは、FFシリーズ最速。日本では発売から4日で250万本を販売。1999年末までに全世界600万本販売された。2003年3月31日までに日本で370万本、日本国外で445万本、全世界815万本出荷している。本作のオープニングカットシーンはGame Informerの「ビデオゲームのオープニングトップ10」において2位にランクイン、IGNの同じランキングで1位にランクインしており、GameSpyでは第15回ビデオゲームの最高のムービーシーンに選ばれている。IGNではさらにPlayStation全タイトルのうち本作のエンディングをベスト3に選んだ。UGO.comは本作をシリーズで最も記憶に残る瞬間のひとつと述べた。日本ではファミ通で2006年に読者投票として行われた全世代ゲームベスト22位に選ばれた。Gamasutraは「本作は間違っていたことも多いが、正しいことはもっとある」と述べ、日本の重要なロールプレイングゲーム20の1つに選ばれた。2009年9月までにPS版が全世界860万本出荷している。
ゲームプレイについてはレビューが混在しており、IGNはガーディアンフォースの攻撃シーケンスを「信じられないほど映画的だが退屈」であり、ゲーム中で最も弱い側面と感じたとし、エレクトロニック・ゲーミング・マンスリーも同意見であった。また、戦闘システムについて「RPGの熱狂者たちが好む」非常に複雑だが斬新で革新的なものとした。Official U.S. PlayStation Magazineはジャンクションシステムの魔法を繰り返し装備にすることが重大な欠陥であると主張した。Edge (magazine)は複雑な戦闘システムやオプション、テクニックが「困惑させる」数で構成されているとしたが「ほとんどのゲーマーにとっては面白いだろう」と述べた。GameSpotは「ジャンクションシステムのカスタマイズの可能性は計り知れない」と述べ、戦闘システムを賞賛した。
一般的に前作のFFVIIと比べて好意的に比較された。Game Revolutionはキャラクターボイスがないことに疑問を呈したが、ストーリーラインとエンディングを賞賛した。Edgeは本作を「ＦＦＶＩＩより成熟したゲーム」とした。一方、同誌はゲームの長さが「一貫した対話とサブプロットを提供する」ことができないと感じたとしている。またストーリープロットの一部が「適切に準備、コントロールできていない」とし、「関心の無さ以外でこのような瞬間を迎えるのは難しい」とした。総評として「スクウェア屈指のファイナルファンタジーのなかでも今一つ」だとし、「美麗さは驚異的であり、まれに魅力的ではないが規模と出来栄えが比類ない」とまとめた。エレクトロニック・ゲーミング・マンスリーはキャラクターの出来が「RPG最高」であり、「本作はジャンルの頂点にある」と述べた。UGO.comはFFVIIIにあった欠陥を他作品では見せていないが、「本作はこれまでのコンソールスタイルのRPGの中でも大胆で画期的なゲーム」だとした。2002年、IGNは「すべての強みを持ち、より良いものになっている」と評し、PlayStationで本作がFFVIIより上位に位置するとした。ゲーマガでは満足度ランキング横丁のコーナーで2009年に読者投票として行われた「期待外れだったゲーム」で10位中2位にランクインしている（票数は不明）。
PC版は混在したレビューを受けた。Maximum PCはフルモーションビデオシーケンスを「驚異的」と評価、ゲームプレイに慣れていくうちにチームワークを楽しみ、ビジュアルのプレゼンテーションが魅力に加わったとした。GameSpyは前作から「大きな飛躍」ではないがゲームプレイとビジュアルが魅力的だがレンダリングされた背景がぼやけていることやキーボード操作に難があるとした。GameSpotはPlayStation版と比べてサウンドが優れているがその時点であったコンピュータの機能を活用していないことを批判、このタイトルを「買うときではない」と勧告した。UGO.comは元のカウンターパートより劣っていると言い、プレゼンテーションはゲーム全体のレセプションに悪影響を与えたと付け加えた.。Computer Gaming Worldは過去作とサブゲームのトリプルトライアドを考慮して新要素や変更点を賞賛したが、元からあるゲームの欠陥を「怠惰」「がっかり」とし、それを強調するために役立ってしまっていると述べた。だが、同誌で行われた2000年のベストゲーム20位に選ばれた。

## バグ技
一つの魔法を何カ所でもジャンクションできるという裏技（マルチジャンクション）があり、たとえばアルテマをすべての能力に反映することもできる。これを用いると非常に簡単にキャラクターが強くなる。ただしこのバグ技はWindows版では修正されている。

## ハングアップの問題
発売後、一定条件下でエスタに入った時にゲームの進行が停止するという問題が発覚し、マスメディアで報道された。この問題は以下の条件を全て満たしたときに発生する。
- Disc3でトラビア渓谷でのラグナのイベントを見る前に、セントラ遺跡の時間制限イベントをクリアしていない
- ラグナのイベントの後にセントラ遺跡の時間制限イベントに挑戦する
- 戦闘中に時間切れになった際に再挑戦を選ぶ

バグ発覚後に生産・出荷されたソフトには注意書きが封入された。またアルティメットヒッツ版では修正されていないため、同様に注意書きが封入された。この件は『アルティマニア』にも掲載されている。また2009年9月24日に配信されたゲームアーカイブス版もPS版の完全移植のため修正されていない。
なお、この件はWindows版やリマスター版では補正されており発生しない。

## スタッフ
- エグゼクティブプロデューサー - 坂口博信
- プロデューサー - 橋本真司
- キャラクターデザイン、バトルビジュアルディレクション - 野村哲也
- ディレクター - 北瀬佳範
- イベントディレクター - 千葉広樹
- シナリオ - 野島一成
- 音楽 - 植松伸夫
- イメージイラストレーション、タイトルロゴデザイン - 天野喜孝
- バトルデザイン - 伊藤裕之
- メインプログラマー - 成田賢
- アートディレクター - 直良有祐
- ムービーディレクター - 榊原幹典
- 2Dバトルモーションディレクター - 和田高明
- 2Dフィールドモーションアニメーター - 横山彰利

## 主題歌
本作ではファイナルファンタジーシリーズで初めて主題歌が起用された。フェイ・ウォンが起用された理由はシナリオライターの野島一成がフェイ・ウォンのファンであり、歌い手を誰にするか悩んでいた時に集められたCDの中に野島がフェイ・ウォンの曲をいれていたことで、フェイ・ウォンに決まったという。ゲームの挿入歌でありながら「Eyes On Me」は記録的なヒットとなり、1999年の日本ゴールドディスク大賞を含む数々の賞を受賞している。なお、ゲーム中では様々なアレンジが流される。
オープニングテーマ「Liberi Fatali」
作詞 - 野島一成
ラテン語訳 - 山下太郎
作曲 - 植松伸夫
オーケストレーション - 浜口史郎
挿入歌・エンディングテーマ「Eyes On Me」
作詞 - 染谷和美
作曲 - 植松伸夫
編曲 - 浜口史郎
歌 - フェイ・ウォン

## 移植版
ゲーム機用以外には1999年10月3日に、PS版に存在した幾つかのバグが修正されているWindows（95/98）版が、2014年5月8日には同作をWindows Vista以降に対応させたバージョンが『ファイナルファンタジーVIII for PC』というタイトルでダウンロード専売される。
2009年9月24日よりゲームアーカイブス（PlayStation Store内）でも配信されている。
2012年12月18日にネット限定販売で、FFIからFFXIIIまでのナンバリングソフト（FFI・FFII・FFIV〜FFIXはPS、FFIIIはPSP、FFX〜FFXIIはPS2、FFXIIIはPS3）、及びFF25周年記念CDやレプリカ等の限定アイテムをセットにした特別パッケージ『ファイナルファンタジー 25th アニバーサリー アルティメットボックス』（FINAL FANTASY 25th ANNIVERSARY ULTIMATE BOX）が発売された。
2014年9月18日よりクラウドゲームとしてひかりTVゲームから『ファイナルファンタジーVIII for ひかりTV』というタイトルが配信されている。
2019年6月に開催されたE3では、リマスター版の制作が発表された。

### Windows版
概要に記載したとおり、Windows 95・98対応版が1999年に（スクウェア・エニックスでは「2000年3月23日発売」としている）、2014年5月にはWindows Vista以降対応版が『ファイナルファンタジーVIII for PC』と題し、ダウンロード専売商品として発売された。レイティングはオリジナル版同様CERO：B。Windows版ではBGMをDierct Musicにより再生しており音色データにYAMAHAのXG Liteを用いているため、オリジナル版とは異なるサウンドとなっている。
どちらの版もストーリー自体はオリジナルと変わらないが、『For PC』版はWindows 95・98版に無い各種オプションが実装されている。
アチーブメント
いわゆる「実績」機能。ゲーム内で特定の行動をクリアすると特殊アイコン（全45個）が付与される。
高解像度対応
プレイするPCのハードが対応している、最大のサイズでのプレイが可能（映像そのものはオリジナル版と変わらないが、アンチエイリアス処理などを使いジャギーが出ないようにしてある。ムービーもアップコンバートされる）。
ゲームブースター
ストーリーだけ楽しみたいといった、楽なプレイをするために6つの機能を搭載。
1. 高速モード（ムービー・イベントを含め、ほぼ全てを通常よりハイスピード化）
2. バトルアシスト（HP・ATBを常に最大値に維持し減らなくなる。特殊技が使い放題）
3. 9999（フォーナインズと読む。通常攻撃・一部特殊攻撃で与えるダメージ値が常に9999）
4. AP MAX（フィールド上で発動させると、それまで手に入れていたG.F.のAPとレベルを瞬時に最上に出来る）
5. 魔法/ギルMAX（フィールド上で発動させると、ストック済の魔法・ギルを瞬時に最大値に出来る）
6. 魔法ブースター（魔法MAXと同様にストック魔法個数を最大値に出来るが、その効果は特定の魔法19種類に限定されるので、適度な緊張感を持ってプレイしたい時向け）

ジャンクションいれかえ
装備しているG.F.と魔法を、他の仲間とそのまま入れ替える。従来はG.F.を一度外して付け替えていたため、魔法なども再設定しなければならなかった。
なお『〜for PC』版の『おでかけチョコボ RPG』はゲーム内に別アプリとして最初から同梱されており、オリジナル版同様に本編用のアイテムを得る事が出来る。

### Remastered
2019年9月3日(Steamのみ9月4日)発売のリマスター版『ファイナルファンタジーVIII リマスタード』( FINAL FANTASY VIII Remastered ) は、キャラクターのモデルが一新されたほか、『〜for PC』版のような便利機能を搭載している、『おでかけチョコボ RPG』は削除されているが、アンジェロサーチで拾ってくる物の中におでかけチョコボで入手可能なアイテムが追加されている。開発協力はDotEmuで、『〜for PC』版とは異なり音色データはPS版のものを使用している。

## 関連商品

### 書籍
- FINAL FANTASY VIII ULTIMANIA ISBN 4-925075-49-7、ISBN 4-7575-1243-0
  - アルティマニアシリーズ第1冊目である。

### 音楽
- 「ファイナルファンタジーVIII オリジナル・サウンドトラック」（デジキューブ、SSCX-10028・1999年3月1日発売 / スクウェア・エニックス、SQEX-10005〜8・2004年5月10日発売）
- PIANO COLLECTIONS/FINAL FANTASY VIII
- FITHOS LUSEC WECOS VINOSEC FINAL FANTASY VIII Orchestra Version
- FINAL FANTASY VIII ORIGINAL SOUNDTRACK REVIVAL DISC（2019年12月3日）